# Gruppspelet i Uefa Champions League 2019/2020
Gruppspelet i Uefa Champions League 2019/2020 spelades från den 17 september till den 11 december 2019, totalt 32 lag tävlade i gruppspelet.

## Gruppspel

### Grupp A
| Nr | Lag                 | S | V | O | F | GM | IM | MS  | P  |
| -- | ------------------- | - | - | - | - | -- | -- | --- | -- |
| 1  | Paris Saint-Germain | 6 | 5 | 1 | 0 | 17 | 2  | +15 | 16 |
| 2  | Real Madrid         | 6 | 3 | 2 | 1 | 14 | 8  | +6  | 11 |
| 3  | Club Brugge         | 6 | 0 | 3 | 3 | 4  | 12 | −8  | 3  |
| 4  | Galatasaray         | 6 | 0 | 2 | 4 | 1  | 14 | −13 | 2  |

|             | 18 september 2019 | Club Brugge | 0 – 0   | Galatasaray | Jan Breydel-stadion | |
| 18:55 UTC+2 | 18:55 UTC+2       |             | Rapport |             | Brygge Publik: 26 616<refname="md01_2">{{webbref\|url=https://www.uefa.com/newsfiles/ucl/2 020/md01_2_fs.pdf\|titel=FullTimeSummaryMatchday1–Wednesday18September2 019\|utgivare=UEFA.org\|format=PDF\|datum=18september2 019\|hämtdatum=24september2 019}}</ref> Domare: Slavko Vinčić (Slovenien) | Brygge Publik: 26 616<refname="md01_2">{{webbref\|url=https://www.uefa.com/newsfiles/ucl/2 020/md01_2_fs.pdf\|titel=FullTimeSummaryMatchday1–Wednesday18September2 019\|utgivare=UEFA.org\|format=PDF\|datum=18september2 019\|hämtdatum=24september2 019}}</ref> Domare: Slavko Vinčić (Slovenien) |
| 18:55 UTC+2 | 18:55 UTC+2       |             |         |             | Brygge Publik: 26 616<refname="md01_2">{{webbref\|url=https://www.uefa.com/newsfiles/ucl/2 020/md01_2_fs.pdf\|titel=FullTimeSummaryMatchday1–Wednesday18September2 019\|utgivare=UEFA.org\|format=PDF\|datum=18september2 019\|hämtdatum=24september2 019}}</ref> Domare: Slavko Vinčić (Slovenien) | Brygge Publik: 26 616<refname="md01_2">{{webbref\|url=https://www.uefa.com/newsfiles/ucl/2 020/md01_2_fs.pdf\|titel=FullTimeSummaryMatchday1–Wednesday18September2 019\|utgivare=UEFA.org\|format=PDF\|datum=18september2 019\|hämtdatum=24september2 019}}</ref> Domare: Slavko Vinčić (Slovenien) |
| 18:55 UTC+2 | 18:55 UTC+2       |             |         |             | Brygge Publik: 26 616<refname="md01_2">{{webbref\|url=https://www.uefa.com/newsfiles/ucl/2 020/md01_2_fs.pdf\|titel=FullTimeSummaryMatchday1–Wednesday18September2 019\|utgivare=UEFA.org\|format=PDF\|datum=18september2 019\|hämtdatum=24september2 019}}</ref> Domare: Slavko Vinčić (Slovenien) | Brygge Publik: 26 616<refname="md01_2">{{webbref\|url=https://www.uefa.com/newsfiles/ucl/2 020/md01_2_fs.pdf\|titel=FullTimeSummaryMatchday1–Wednesday18September2 019\|utgivare=UEFA.org\|format=PDF\|datum=18september2 019\|hämtdatum=24september2 019}}</ref> Domare: Slavko Vinčić (Slovenien) |

|             | 18 september 2019 | Paris Saint-Germain                          | 3 – 0           | Real Madrid | Parc des Princes                                                         |                                                                          |
| 21:00 UTC+2 | 21:00 UTC+2       | Ángel Di María 14′, 33′ Thomas Meunier 90+1′ | (2 – 0) Rapport |             | Paris Publik: 46 361<refname="md01_2"/> Domare: Anthony Taylor (England) | Paris Publik: 46 361<refname="md01_2"/> Domare: Anthony Taylor (England) |
| 21:00 UTC+2 | 21:00 UTC+2       |                                              |                 |             | Paris Publik: 46 361<refname="md01_2"/> Domare: Anthony Taylor (England) | Paris Publik: 46 361<refname="md01_2"/> Domare: Anthony Taylor (England) |
| 21:00 UTC+2 | 21:00 UTC+2       |                                              |                 |             | Paris Publik: 46 361<refname="md01_2"/> Domare: Anthony Taylor (England) | Paris Publik: 46 361<refname="md01_2"/> Domare: Anthony Taylor (England) |

|             | 1 oktober 2019 | Real Madrid                   | 2 – 2           | Club Brugge             | Santiago Bernabéu | |
| 18:55 UTC+2 | 18:55 UTC+2    | Sergio Ramos 55′ Casemiro 85′ | (0 – 2) Rapport | 9′, 39′ Emmanuel Dennis | Madrid Publik: 65 112<refname="md02_1">{{webbref\|url=https://www.uefa.com/newsfiles/ucl/2 020/md02_1_fs.pdf\|titel=FullTimeSummaryMatchday2–Tuesday1October2 019\|utgivare=uefa.com\|format=PDF\|datum=1oktober2 019\|hämtdatum=4oktober2 019}}</ref> Domare: Georgi Kabakov (Bulgarien) | Madrid Publik: 65 112<refname="md02_1">{{webbref\|url=https://www.uefa.com/newsfiles/ucl/2 020/md02_1_fs.pdf\|titel=FullTimeSummaryMatchday2–Tuesday1October2 019\|utgivare=uefa.com\|format=PDF\|datum=1oktober2 019\|hämtdatum=4oktober2 019}}</ref> Domare: Georgi Kabakov (Bulgarien) |
| 18:55 UTC+2 | 18:55 UTC+2    |                               |                 |                         | Madrid Publik: 65 112<refname="md02_1">{{webbref\|url=https://www.uefa.com/newsfiles/ucl/2 020/md02_1_fs.pdf\|titel=FullTimeSummaryMatchday2–Tuesday1October2 019\|utgivare=uefa.com\|format=PDF\|datum=1oktober2 019\|hämtdatum=4oktober2 019}}</ref> Domare: Georgi Kabakov (Bulgarien) | Madrid Publik: 65 112<refname="md02_1">{{webbref\|url=https://www.uefa.com/newsfiles/ucl/2 020/md02_1_fs.pdf\|titel=FullTimeSummaryMatchday2–Tuesday1October2 019\|utgivare=uefa.com\|format=PDF\|datum=1oktober2 019\|hämtdatum=4oktober2 019}}</ref> Domare: Georgi Kabakov (Bulgarien) |
| 18:55 UTC+2 | 18:55 UTC+2    |                               |                 |                         | Madrid Publik: 65 112<refname="md02_1">{{webbref\|url=https://www.uefa.com/newsfiles/ucl/2 020/md02_1_fs.pdf\|titel=FullTimeSummaryMatchday2–Tuesday1October2 019\|utgivare=uefa.com\|format=PDF\|datum=1oktober2 019\|hämtdatum=4oktober2 019}}</ref> Domare: Georgi Kabakov (Bulgarien) | Madrid Publik: 65 112<refname="md02_1">{{webbref\|url=https://www.uefa.com/newsfiles/ucl/2 020/md02_1_fs.pdf\|titel=FullTimeSummaryMatchday2–Tuesday1October2 019\|utgivare=uefa.com\|format=PDF\|datum=1oktober2 019\|hämtdatum=4oktober2 019}}</ref> Domare: Georgi Kabakov (Bulgarien) |

|             | 1 oktober 2019 | Galatasaray | 0 – 1           | Paris Saint-Germain | Türk Telekom Stadion                                                        |                                                                             |
| 22:00 UTC+3 | 22:00 UTC+3    |             | (0 – 0) Rapport | 52′ Mauro Icardi    | Istanbul Publik: 46 532<refname="md02_1"/> Domare: Szymon Marciniak (Polen) | Istanbul Publik: 46 532<refname="md02_1"/> Domare: Szymon Marciniak (Polen) |
| 22:00 UTC+3 | 22:00 UTC+3    |             |                 |                     | Istanbul Publik: 46 532<refname="md02_1"/> Domare: Szymon Marciniak (Polen) | Istanbul Publik: 46 532<refname="md02_1"/> Domare: Szymon Marciniak (Polen) |
| 22:00 UTC+3 | 22:00 UTC+3    |             |                 |                     | Istanbul Publik: 46 532<refname="md02_1"/> Domare: Szymon Marciniak (Polen) | Istanbul Publik: 46 532<refname="md02_1"/> Domare: Szymon Marciniak (Polen) |

|             | 22 oktober 2019 | Club Brugge | 0 – 5           | Paris Saint-Germain                              | Jan Breydel-stadion                                                        |                                                                            |
| 21:00 UTC+2 | 21:00 UTC+2     |             | (0 – 1) Rapport | 7′, 63′ Mauro Icardi 61′, 79′, 83′ Kylian Mbappé | Brygge Publik: 26 946<refname="md03_1"/> Domare: Daniel Siebert (Tyskland) | Brygge Publik: 26 946<refname="md03_1"/> Domare: Daniel Siebert (Tyskland) |
| 21:00 UTC+2 | 21:00 UTC+2     |             |                 |                                                  | Brygge Publik: 26 946<refname="md03_1"/> Domare: Daniel Siebert (Tyskland) | Brygge Publik: 26 946<refname="md03_1"/> Domare: Daniel Siebert (Tyskland) |
| 21:00 UTC+2 | 21:00 UTC+2     |             |                 |                                                  | Brygge Publik: 26 946<refname="md03_1"/> Domare: Daniel Siebert (Tyskland) | Brygge Publik: 26 946<refname="md03_1"/> Domare: Daniel Siebert (Tyskland) |

|             | 22 oktober 2019 | Galatasaray | 0 – 1           | Real Madrid    | Türk Telekom Stadion | |
| 22:00 UTC+3 | 22:00 UTC+3     |             | (0 – 1) Rapport | 18′ Toni Kroos | Istanbul Publik: 48 886<refname="md03_1">{{webbref\|url=https://www.uefa.com/newsfiles/ucl/2 020/md03_1_fs.pdf\|titel=FullTimeSummaryMatchday3–Tuesday22October2 019\|utgivare=UEFA.org\|format=PDF\|datum=22oktober2 019\|hämtdatum=15december2 019}}</ref> Domare: Daniele Orsato (Italien) | Istanbul Publik: 48 886<refname="md03_1">{{webbref\|url=https://www.uefa.com/newsfiles/ucl/2 020/md03_1_fs.pdf\|titel=FullTimeSummaryMatchday3–Tuesday22October2 019\|utgivare=UEFA.org\|format=PDF\|datum=22oktober2 019\|hämtdatum=15december2 019}}</ref> Domare: Daniele Orsato (Italien) |
| 22:00 UTC+3 | 22:00 UTC+3     |             |                 |                | Istanbul Publik: 48 886<refname="md03_1">{{webbref\|url=https://www.uefa.com/newsfiles/ucl/2 020/md03_1_fs.pdf\|titel=FullTimeSummaryMatchday3–Tuesday22October2 019\|utgivare=UEFA.org\|format=PDF\|datum=22oktober2 019\|hämtdatum=15december2 019}}</ref> Domare: Daniele Orsato (Italien) | Istanbul Publik: 48 886<refname="md03_1">{{webbref\|url=https://www.uefa.com/newsfiles/ucl/2 020/md03_1_fs.pdf\|titel=FullTimeSummaryMatchday3–Tuesday22October2 019\|utgivare=UEFA.org\|format=PDF\|datum=22oktober2 019\|hämtdatum=15december2 019}}</ref> Domare: Daniele Orsato (Italien) |
| 22:00 UTC+3 | 22:00 UTC+3     |             |                 |                | Istanbul Publik: 48 886<refname="md03_1">{{webbref\|url=https://www.uefa.com/newsfiles/ucl/2 020/md03_1_fs.pdf\|titel=FullTimeSummaryMatchday3–Tuesday22October2 019\|utgivare=UEFA.org\|format=PDF\|datum=22oktober2 019\|hämtdatum=15december2 019}}</ref> Domare: Daniele Orsato (Italien) | Istanbul Publik: 48 886<refname="md03_1">{{webbref\|url=https://www.uefa.com/newsfiles/ucl/2 020/md03_1_fs.pdf\|titel=FullTimeSummaryMatchday3–Tuesday22October2 019\|utgivare=UEFA.org\|format=PDF\|datum=22oktober2 019\|hämtdatum=15december2 019}}</ref> Domare: Daniele Orsato (Italien) |

|             | 6 november 2019 | Real Madrid                                                          | 6 – 0           | Galatasaray | Santiago Bernabéu | |
| 21:00 UTC+1 | 21:00 UTC+1     | Rodrygo 4′, 7′, 90+2′ Sergio Ramos 14′ (str.) Karim Benzema 45′, 81′ | (3 – 0) Rapport |             | Madrid Publik: 65 492<refname="md04_2">{{webbref\|url=https://www.uefa.com/newsfiles/ucl/2 020/md04_2_fs.pdf\|titel=FullTimeSummaryMatchday4–Wednesday6November2 019\|utgivare=UEFA.org\|format=PDF\|datum=6november2 019\|hämtdatum=15december2 019}}</ref> Domare: Felix Zwayer (Tyskland) | Madrid Publik: 65 492<refname="md04_2">{{webbref\|url=https://www.uefa.com/newsfiles/ucl/2 020/md04_2_fs.pdf\|titel=FullTimeSummaryMatchday4–Wednesday6November2 019\|utgivare=UEFA.org\|format=PDF\|datum=6november2 019\|hämtdatum=15december2 019}}</ref> Domare: Felix Zwayer (Tyskland) |
| 21:00 UTC+1 | 21:00 UTC+1     |                                                                      |                 |             | Madrid Publik: 65 492<refname="md04_2">{{webbref\|url=https://www.uefa.com/newsfiles/ucl/2 020/md04_2_fs.pdf\|titel=FullTimeSummaryMatchday4–Wednesday6November2 019\|utgivare=UEFA.org\|format=PDF\|datum=6november2 019\|hämtdatum=15december2 019}}</ref> Domare: Felix Zwayer (Tyskland) | Madrid Publik: 65 492<refname="md04_2">{{webbref\|url=https://www.uefa.com/newsfiles/ucl/2 020/md04_2_fs.pdf\|titel=FullTimeSummaryMatchday4–Wednesday6November2 019\|utgivare=UEFA.org\|format=PDF\|datum=6november2 019\|hämtdatum=15december2 019}}</ref> Domare: Felix Zwayer (Tyskland) |
| 21:00 UTC+1 | 21:00 UTC+1     |                                                                      |                 |             | Madrid Publik: 65 492<refname="md04_2">{{webbref\|url=https://www.uefa.com/newsfiles/ucl/2 020/md04_2_fs.pdf\|titel=FullTimeSummaryMatchday4–Wednesday6November2 019\|utgivare=UEFA.org\|format=PDF\|datum=6november2 019\|hämtdatum=15december2 019}}</ref> Domare: Felix Zwayer (Tyskland) | Madrid Publik: 65 492<refname="md04_2">{{webbref\|url=https://www.uefa.com/newsfiles/ucl/2 020/md04_2_fs.pdf\|titel=FullTimeSummaryMatchday4–Wednesday6November2 019\|utgivare=UEFA.org\|format=PDF\|datum=6november2 019\|hämtdatum=15december2 019}}</ref> Domare: Felix Zwayer (Tyskland) |

|             | 6 november 2019 | Paris Saint-Germain | 1 – 0           | Club Brugge | Parc des Princes                                                         |                                                                          |
| 21:00 UTC+1 | 21:00 UTC+1     | Mauro Icardi 22′    | (1 – 0) Rapport |             | Paris Publik: 47 418<refname="md04_2"/> Domare: Bobby Madden (Skottland) | Paris Publik: 47 418<refname="md04_2"/> Domare: Bobby Madden (Skottland) |
| 21:00 UTC+1 | 21:00 UTC+1     |                     |                 |             | Paris Publik: 47 418<refname="md04_2"/> Domare: Bobby Madden (Skottland) | Paris Publik: 47 418<refname="md04_2"/> Domare: Bobby Madden (Skottland) |
| 21:00 UTC+1 | 21:00 UTC+1     |                     |                 |             | Paris Publik: 47 418<refname="md04_2"/> Domare: Bobby Madden (Skottland) | Paris Publik: 47 418<refname="md04_2"/> Domare: Bobby Madden (Skottland) |

|             | 26 november 2019 | Galatasaray    | 1 – 1           | Club Brugge         | Türk Telekom Stadion | |
| 20:55 UTC+3 | 20:55 UTC+3      | Adem Büyük 11′ | (1 – 0) Rapport | 90+2′ Krépin Diatta | Istanbul Publik: 34 500<refname="md05_1">{{webbref\|url=https://www.uefa.com/newsfiles/ucl/2 020/md05_1_fs.pdf\|titel=FullTimeSummaryMatchday5–Tuesday26November2 019\|utgivare=UEFA.org\|format=PDF\|datum=26november2 019\|hämtdatum=15december2 019}}</ref> Domare: Ivan Kružliak (Slovakien) | Istanbul Publik: 34 500<refname="md05_1">{{webbref\|url=https://www.uefa.com/newsfiles/ucl/2 020/md05_1_fs.pdf\|titel=FullTimeSummaryMatchday5–Tuesday26November2 019\|utgivare=UEFA.org\|format=PDF\|datum=26november2 019\|hämtdatum=15december2 019}}</ref> Domare: Ivan Kružliak (Slovakien) |
| 20:55 UTC+3 | 20:55 UTC+3      |                |                 |                     | Istanbul Publik: 34 500<refname="md05_1">{{webbref\|url=https://www.uefa.com/newsfiles/ucl/2 020/md05_1_fs.pdf\|titel=FullTimeSummaryMatchday5–Tuesday26November2 019\|utgivare=UEFA.org\|format=PDF\|datum=26november2 019\|hämtdatum=15december2 019}}</ref> Domare: Ivan Kružliak (Slovakien) | Istanbul Publik: 34 500<refname="md05_1">{{webbref\|url=https://www.uefa.com/newsfiles/ucl/2 020/md05_1_fs.pdf\|titel=FullTimeSummaryMatchday5–Tuesday26November2 019\|utgivare=UEFA.org\|format=PDF\|datum=26november2 019\|hämtdatum=15december2 019}}</ref> Domare: Ivan Kružliak (Slovakien) |
| 20:55 UTC+3 | 20:55 UTC+3      |                |                 |                     | Istanbul Publik: 34 500<refname="md05_1">{{webbref\|url=https://www.uefa.com/newsfiles/ucl/2 020/md05_1_fs.pdf\|titel=FullTimeSummaryMatchday5–Tuesday26November2 019\|utgivare=UEFA.org\|format=PDF\|datum=26november2 019\|hämtdatum=15december2 019}}</ref> Domare: Ivan Kružliak (Slovakien) | Istanbul Publik: 34 500<refname="md05_1">{{webbref\|url=https://www.uefa.com/newsfiles/ucl/2 020/md05_1_fs.pdf\|titel=FullTimeSummaryMatchday5–Tuesday26November2 019\|utgivare=UEFA.org\|format=PDF\|datum=26november2 019\|hämtdatum=15december2 019}}</ref> Domare: Ivan Kružliak (Slovakien) |

|             | 26 november 2019 | Real Madrid            | 2 – 2           | Paris Saint-Germain                 | Santiago Bernabéu                                                             |                                                                               |
| 21:00 UTC+1 | 21:00 UTC+1      | Karim Benzema 17′, 79′ | (1 – 0) Rapport | 81′ Kylian Mbappé 83′ Pablo Sarabia | Madrid Publik: 75 534<refname="md05_1"/> Domare: Artur Soares Dias (Portugal) | Madrid Publik: 75 534<refname="md05_1"/> Domare: Artur Soares Dias (Portugal) |
| 21:00 UTC+1 | 21:00 UTC+1      |                        |                 |                                     | Madrid Publik: 75 534<refname="md05_1"/> Domare: Artur Soares Dias (Portugal) | Madrid Publik: 75 534<refname="md05_1"/> Domare: Artur Soares Dias (Portugal) |
| 21:00 UTC+1 | 21:00 UTC+1      |                        |                 |                                     | Madrid Publik: 75 534<refname="md05_1"/> Domare: Artur Soares Dias (Portugal) | Madrid Publik: 75 534<refname="md05_1"/> Domare: Artur Soares Dias (Portugal) |

|             | 11 december 2019 | Club Brugge      | 1 – 3           | Real Madrid                                       | Jan Breydel-stadion | |
| 21:00 UTC+1 | 21:00 UTC+1      | Hans Vanaken 55′ | (0 – 0) Rapport | 53′ Rodrygo 64′ Vinícius Júnior 90+1′ Luka Modrić | Brygge Publik: 27 308<refname="md06_2">{{webbref\|url=https://www.uefa.com/newsfiles/ucl/2 020/md06_2_fs.pdf\|titel=FullTimeSummaryMatchday6–Wednesday11December2 019\|utgivare=UEFA.org\|format=PDF\|datum=11december2 019\|hämtdatum=15december2 019}}</ref> Domare: Tobias Stieler (Tyskland) | Brygge Publik: 27 308<refname="md06_2">{{webbref\|url=https://www.uefa.com/newsfiles/ucl/2 020/md06_2_fs.pdf\|titel=FullTimeSummaryMatchday6–Wednesday11December2 019\|utgivare=UEFA.org\|format=PDF\|datum=11december2 019\|hämtdatum=15december2 019}}</ref> Domare: Tobias Stieler (Tyskland) |
| 21:00 UTC+1 | 21:00 UTC+1      |                  |                 |                                                   | Brygge Publik: 27 308<refname="md06_2">{{webbref\|url=https://www.uefa.com/newsfiles/ucl/2 020/md06_2_fs.pdf\|titel=FullTimeSummaryMatchday6–Wednesday11December2 019\|utgivare=UEFA.org\|format=PDF\|datum=11december2 019\|hämtdatum=15december2 019}}</ref> Domare: Tobias Stieler (Tyskland) | Brygge Publik: 27 308<refname="md06_2">{{webbref\|url=https://www.uefa.com/newsfiles/ucl/2 020/md06_2_fs.pdf\|titel=FullTimeSummaryMatchday6–Wednesday11December2 019\|utgivare=UEFA.org\|format=PDF\|datum=11december2 019\|hämtdatum=15december2 019}}</ref> Domare: Tobias Stieler (Tyskland) |
| 21:00 UTC+1 | 21:00 UTC+1      |                  |                 |                                                   | Brygge Publik: 27 308<refname="md06_2">{{webbref\|url=https://www.uefa.com/newsfiles/ucl/2 020/md06_2_fs.pdf\|titel=FullTimeSummaryMatchday6–Wednesday11December2 019\|utgivare=UEFA.org\|format=PDF\|datum=11december2 019\|hämtdatum=15december2 019}}</ref> Domare: Tobias Stieler (Tyskland) | Brygge Publik: 27 308<refname="md06_2">{{webbref\|url=https://www.uefa.com/newsfiles/ucl/2 020/md06_2_fs.pdf\|titel=FullTimeSummaryMatchday6–Wednesday11December2 019\|utgivare=UEFA.org\|format=PDF\|datum=11december2 019\|hämtdatum=15december2 019}}</ref> Domare: Tobias Stieler (Tyskland) |

|             | 11 december 2019 | Paris Saint-Germain                                                                       | 5 – 0           | Galatasaray | Parc des Princes                                                         |                                                                          |
| 21:00 UTC+1 | 21:00 UTC+1      | Mauro Icardi 32′ Pablo Sarabia 35′ Neymar 46′ Kylian Mbappé 63′ Edinson Cavani 84′ (str.) | (2 – 0) Rapport |             | Paris Publik: 46 509<refname="md06_2"/> Domare: István Kovács (Rumänien) | Paris Publik: 46 509<refname="md06_2"/> Domare: István Kovács (Rumänien) |
| 21:00 UTC+1 | 21:00 UTC+1      |                                                                                           |                 |             | Paris Publik: 46 509<refname="md06_2"/> Domare: István Kovács (Rumänien) | Paris Publik: 46 509<refname="md06_2"/> Domare: István Kovács (Rumänien) |
| 21:00 UTC+1 | 21:00 UTC+1      |                                                                                           |                 |             | Paris Publik: 46 509<refname="md06_2"/> Domare: István Kovács (Rumänien) | Paris Publik: 46 509<refname="md06_2"/> Domare: István Kovács (Rumänien) |

### Grupp B
| Nr | Lag               | S | V | O | F | GM | IM | MS  | P  |
| -- | ----------------- | - | - | - | - | -- | -- | --- | -- |
| 1  | Bayern München    | 6 | 6 | 0 | 0 | 24 | 5  | +19 | 18 |
| 2  | Tottenham Hotspur | 6 | 3 | 1 | 2 | 18 | 14 | +4  | 10 |
| 3  | Olympiakos        | 6 | 1 | 1 | 4 | 8  | 14 | −6  | 4  |
| 4  | Röda stjärnan     | 6 | 1 | 0 | 5 | 3  | 20 | −17 | 3  |

|             | 18 september 2019 | Olympiakos                                     | 2 – 2           | Tottenham Hotpsur                     | Karaiskakis-stadion                                                        |                                                                            |
| 19:55 UTC+3 | 19:55 UTC+3       | Daniel Podence 44′ Mathieu Valbuena 54′ (str.) | (1 – 2) Rapport | 26′ (str.) Harry Kane 30′ Lucas Moura | Pireus Publik: 31 001<refname="md01_2"/> Domare: Gianluca Rocchi (Italien) | Pireus Publik: 31 001<refname="md01_2"/> Domare: Gianluca Rocchi (Italien) |
| 19:55 UTC+3 | 19:55 UTC+3       |                                                |                 |                                       | Pireus Publik: 31 001<refname="md01_2"/> Domare: Gianluca Rocchi (Italien) | Pireus Publik: 31 001<refname="md01_2"/> Domare: Gianluca Rocchi (Italien) |
| 19:55 UTC+3 | 19:55 UTC+3       |                                                |                 |                                       | Pireus Publik: 31 001<refname="md01_2"/> Domare: Gianluca Rocchi (Italien) | Pireus Publik: 31 001<refname="md01_2"/> Domare: Gianluca Rocchi (Italien) |

|             | 18 september 2019 | Bayen München                                                 | 3 – 0           | Röda stjärnan | Allianz Arena                                                              |                                                                            |
| 21:00 UTC+2 | 21:00 UTC+2       | Kingsley Coman 34′ Robert Lewandowski 80′ Thomas Müller 90+1′ | (1 – 0) Rapport |               | München Publik: 70 000<refname="md01_2"/> Domare: Bobby Madden (Skottland) | München Publik: 70 000<refname="md01_2"/> Domare: Bobby Madden (Skottland) |
| 21:00 UTC+2 | 21:00 UTC+2       |                                                               |                 |               | München Publik: 70 000<refname="md01_2"/> Domare: Bobby Madden (Skottland) | München Publik: 70 000<refname="md01_2"/> Domare: Bobby Madden (Skottland) |
| 21:00 UTC+2 | 21:00 UTC+2       |                                                               |                 |               | München Publik: 70 000<refname="md01_2"/> Domare: Bobby Madden (Skottland) | München Publik: 70 000<refname="md01_2"/> Domare: Bobby Madden (Skottland) |

|             | 1 oktober 2019 | Tottenham Hotspur                       | 2 – 7           | Bayen München                                                                  | Tottenham Hotspur Stadium                                                   |                                                                             |
| 20:00 UTC+1 | 20:00 UTC+1    | Son Heung-min 12′ Harry Kane 61′ (str.) | (1 – 2) Rapport | 15′ Joshua Kimmich 45′, 87′ Robert Lewandowski 53′, 55′, 83′, 88′ Serge Gnabry | London Publik: 60 127<refname="md02_1"/> Domare: Clément Turpin (Frankrike) | London Publik: 60 127<refname="md02_1"/> Domare: Clément Turpin (Frankrike) |
| 20:00 UTC+1 | 20:00 UTC+1    |                                         |                 |                                                                                | London Publik: 60 127<refname="md02_1"/> Domare: Clément Turpin (Frankrike) | London Publik: 60 127<refname="md02_1"/> Domare: Clément Turpin (Frankrike) |
| 20:00 UTC+1 | 20:00 UTC+1    |                                         |                 |                                                                                | London Publik: 60 127<refname="md02_1"/> Domare: Clément Turpin (Frankrike) | London Publik: 60 127<refname="md02_1"/> Domare: Clément Turpin (Frankrike) |

|             | 1 oktober 2019 | Röda stjärnan                                             | 3 – 1           | Olympiakos       | Stadion Rajko Mitić                                                          |                                                                              |
| 21:00 UTC+2 | 21:00 UTC+2    | Miloš Vulić 62′ Nemanja Milunović 87′ Richmond Boakye 90′ | (0 – 1) Rapport | 37′ Rúben Semedo | Belgrad Publik: 43 291<refname="md02_1"/> Domare: Benoît Bastien (Frankrike) | Belgrad Publik: 43 291<refname="md02_1"/> Domare: Benoît Bastien (Frankrike) |
| 21:00 UTC+2 | 21:00 UTC+2    |                                                           |                 |                  | Belgrad Publik: 43 291<refname="md02_1"/> Domare: Benoît Bastien (Frankrike) | Belgrad Publik: 43 291<refname="md02_1"/> Domare: Benoît Bastien (Frankrike) |
| 21:00 UTC+2 | 21:00 UTC+2    |                                                           |                 |                  | Belgrad Publik: 43 291<refname="md02_1"/> Domare: Benoît Bastien (Frankrike) | Belgrad Publik: 43 291<refname="md02_1"/> Domare: Benoît Bastien (Frankrike) |

|             | 22 oktober 2019 | Tottenham Hotspur                                         | 5 – 0           | Röda stjärnan | Tottenham Hotspur Stadium                                              |                                                                        |
| 20:00 UTC+1 | 20:00 UTC+1     | Harry Kane 9′, 72′ Son Heung-min 16′, 44′ Erik Lamela 57′ | (3 – 0) Rapport |               | London Publik: 51 743<refname="md03_1"/> Domare: Marco Guida (Italien) | London Publik: 51 743<refname="md03_1"/> Domare: Marco Guida (Italien) |
| 20:00 UTC+1 | 20:00 UTC+1     |                                                           |                 |               | London Publik: 51 743<refname="md03_1"/> Domare: Marco Guida (Italien) | London Publik: 51 743<refname="md03_1"/> Domare: Marco Guida (Italien) |
| 20:00 UTC+1 | 20:00 UTC+1     |                                                           |                 |               | London Publik: 51 743<refname="md03_1"/> Domare: Marco Guida (Italien) | London Publik: 51 743<refname="md03_1"/> Domare: Marco Guida (Italien) |

|             | 22 oktober 2019 | Olympiakos                         | 2 – 3           | Bayen München                                    | Karaiskakis-stadion                                                             |                                                                                 |
| 22:00 UTC+3 | 22:00 UTC+3     | Youssef El-Arabi 23′ Guilherme 79′ | (1 – 1) Rapport | 34′, 62′ Robert Lewandowski 75′ Corentin Tolisso | Pireus Publik: 31 670<refname="md03_1"/> Domare: Danny Makkelie (Nederländerna) | Pireus Publik: 31 670<refname="md03_1"/> Domare: Danny Makkelie (Nederländerna) |
| 22:00 UTC+3 | 22:00 UTC+3     |                                    |                 |                                                  | Pireus Publik: 31 670<refname="md03_1"/> Domare: Danny Makkelie (Nederländerna) | Pireus Publik: 31 670<refname="md03_1"/> Domare: Danny Makkelie (Nederländerna) |
| 22:00 UTC+3 | 22:00 UTC+3     |                                    |                 |                                                  | Pireus Publik: 31 670<refname="md03_1"/> Domare: Danny Makkelie (Nederländerna) | Pireus Publik: 31 670<refname="md03_1"/> Domare: Danny Makkelie (Nederländerna) |

|             | 6 november 2019 | Bayern München                          | 2 – 0           | Olympiakos | Allianz Arena                                                              |                                                                            |
| 18:55 UTC+1 | 18:55 UTC+1     | Robert Lewandowski 69′ Ivan Perišić 89′ | (0 – 0) Rapport |            | München Publik: 63 646<refname="md04_2"/> Domare: Paweł Raczkowski (Polen) | München Publik: 63 646<refname="md04_2"/> Domare: Paweł Raczkowski (Polen) |
| 18:55 UTC+1 | 18:55 UTC+1     |                                         |                 |            | München Publik: 63 646<refname="md04_2"/> Domare: Paweł Raczkowski (Polen) | München Publik: 63 646<refname="md04_2"/> Domare: Paweł Raczkowski (Polen) |
| 18:55 UTC+1 | 18:55 UTC+1     |                                         |                 |            | München Publik: 63 646<refname="md04_2"/> Domare: Paweł Raczkowski (Polen) | München Publik: 63 646<refname="md04_2"/> Domare: Paweł Raczkowski (Polen) |

|             | 6 november 2019 | Röda stjärnan | 0 – 4           | Tottenham Hotspur                                                 | Stadion Rajko Mitić                                                                 |                                                                                     |
| 21:00 UTC+1 | 21:00 UTC+1     |               | (0 – 1) Rapport | 34′ Giovani Lo Celso 57′, 61′ Son Heung-min 85′ Christian Eriksen | Belgrad Publik: 42 381<refname="md04_2"/> Domare: Carlos del Cerro Grande (Spanien) | Belgrad Publik: 42 381<refname="md04_2"/> Domare: Carlos del Cerro Grande (Spanien) |
| 21:00 UTC+1 | 21:00 UTC+1     |               |                 |                                                                   | Belgrad Publik: 42 381<refname="md04_2"/> Domare: Carlos del Cerro Grande (Spanien) | Belgrad Publik: 42 381<refname="md04_2"/> Domare: Carlos del Cerro Grande (Spanien) |
| 21:00 UTC+1 | 21:00 UTC+1     |               |                 |                                                                   | Belgrad Publik: 42 381<refname="md04_2"/> Domare: Carlos del Cerro Grande (Spanien) | Belgrad Publik: 42 381<refname="md04_2"/> Domare: Carlos del Cerro Grande (Spanien) |

|             | 26 november 2019 | Tottenham Hotspur                                    | 4 – 2           | Olympiakos                           | Tottenham Hotspur Stadium                                                   |                                                                             |
| 20:00 UTC±0 | 20:00 UTC±0      | Dele Alli 45+1′ Harry Kane 50′, 77′ Serge Aurier 73′ | (1 – 2) Rapport | 6′ Youssef El-Arabi 19′ Rúben Semedo | London Publik: 57 024<refname="md05_1"/> Domare: Georgi Kabakov (Bulgarien) | London Publik: 57 024<refname="md05_1"/> Domare: Georgi Kabakov (Bulgarien) |
| 20:00 UTC±0 | 20:00 UTC±0      |                                                      |                 |                                      | London Publik: 57 024<refname="md05_1"/> Domare: Georgi Kabakov (Bulgarien) | London Publik: 57 024<refname="md05_1"/> Domare: Georgi Kabakov (Bulgarien) |
| 20:00 UTC±0 | 20:00 UTC±0      |                                                      |                 |                                      | London Publik: 57 024<refname="md05_1"/> Domare: Georgi Kabakov (Bulgarien) | London Publik: 57 024<refname="md05_1"/> Domare: Georgi Kabakov (Bulgarien) |

|             | 26 november 2019 | Röda stjärnan | 0 – 6           | Bayern München                                                                      | Stadion Rajko Mitić                                                             |                                                                                 |
| 21:00 UTC+1 | 21:00 UTC+1      |               | (0 – 1) Rapport | 14′ Leon Goretzka 53′ (str.), 60′, 64′, 68′ Robert Lewandowski 89′ Corentin Tolisso | Belgrad Publik: 44 118<refname="md05_1"/> Domare: Björn Kuipers (Nederländerna) | Belgrad Publik: 44 118<refname="md05_1"/> Domare: Björn Kuipers (Nederländerna) |
| 21:00 UTC+1 | 21:00 UTC+1      |               |                 |                                                                                     | Belgrad Publik: 44 118<refname="md05_1"/> Domare: Björn Kuipers (Nederländerna) | Belgrad Publik: 44 118<refname="md05_1"/> Domare: Björn Kuipers (Nederländerna) |
| 21:00 UTC+1 | 21:00 UTC+1      |               |                 |                                                                                     | Belgrad Publik: 44 118<refname="md05_1"/> Domare: Björn Kuipers (Nederländerna) | Belgrad Publik: 44 118<refname="md05_1"/> Domare: Björn Kuipers (Nederländerna) |

|             | 11 december 2019 | Olympiakos                  | 1 – 0           | Röda stjärnan | Karaiskakis-stadion                                                       |                                                                           |
| 22:00 UTC+2 | 22:00 UTC+2      | Youssef El-Arabi 87′ (str.) | (0 – 0) Rapport |               | Pireus Publik: 31 898<refname="md06_2"/> Domare: Daniele Orsato (Italien) | Pireus Publik: 31 898<refname="md06_2"/> Domare: Daniele Orsato (Italien) |
| 22:00 UTC+2 | 22:00 UTC+2      |                             |                 |               | Pireus Publik: 31 898<refname="md06_2"/> Domare: Daniele Orsato (Italien) | Pireus Publik: 31 898<refname="md06_2"/> Domare: Daniele Orsato (Italien) |
| 22:00 UTC+2 | 22:00 UTC+2      |                             |                 |               | Pireus Publik: 31 898<refname="md06_2"/> Domare: Daniele Orsato (Italien) | Pireus Publik: 31 898<refname="md06_2"/> Domare: Daniele Orsato (Italien) |

|             | 11 december 2019 | Bayern München                                             | 3 – 1           | Tottenham Hotspur  | Allianz Arena                                                               |                                                                             |
| 21:00 UTC+1 | 21:00 UTC+1      | Kingsley Coman 14′ Thomas Müller 45′ Philippe Coutinho 64′ | (2 – 1) Rapport | 20′ Ryan Sessegnon | München Publik: 66 353<refname="md06_2"/> Domare: Gianluca Rocchi (Italien) | München Publik: 66 353<refname="md06_2"/> Domare: Gianluca Rocchi (Italien) |
| 21:00 UTC+1 | 21:00 UTC+1      |                                                            |                 |                    | München Publik: 66 353<refname="md06_2"/> Domare: Gianluca Rocchi (Italien) | München Publik: 66 353<refname="md06_2"/> Domare: Gianluca Rocchi (Italien) |
| 21:00 UTC+1 | 21:00 UTC+1      |                                                            |                 |                    | München Publik: 66 353<refname="md06_2"/> Domare: Gianluca Rocchi (Italien) | München Publik: 66 353<refname="md06_2"/> Domare: Gianluca Rocchi (Italien) |

### Grupp C
| Nr | Lag              | S | V | O | F | GM | IM | MS  | P  |
| -- | ---------------- | - | - | - | - | -- | -- | --- | -- |
| 1  | Manchester City  | 6 | 4 | 2 | 0 | 16 | 4  | +12 | 14 |
| 2  | Atalanta         | 6 | 2 | 1 | 3 | 8  | 12 | −4  | 7  |
| 3  | Sjachtar Donetsk | 6 | 1 | 3 | 2 | 8  | 13 | −5  | 6  |
| 4  | Dinamo Zagreb    | 6 | 1 | 2 | 3 | 10 | 13 | −3  | 5  |

|             | 18 september 2019 | Dinamo Zagreb                               | 4 – 0           | Atalanta | Maksimirstadion                                                              |                                                                              |
| 21:00 UTC+2 | 21:00 UTC+2       | Marin Leovac 10′ Mislav Oršić 31′, 42′, 68′ | (3 – 0) Rapport |          | Zagreb Publik: 28 863<refname="md01_2"/> Domare: Jesús Gil Manzano (Spanien) | Zagreb Publik: 28 863<refname="md01_2"/> Domare: Jesús Gil Manzano (Spanien) |
| 21:00 UTC+2 | 21:00 UTC+2       |                                             |                 |          | Zagreb Publik: 28 863<refname="md01_2"/> Domare: Jesús Gil Manzano (Spanien) | Zagreb Publik: 28 863<refname="md01_2"/> Domare: Jesús Gil Manzano (Spanien) |
| 21:00 UTC+2 | 21:00 UTC+2       |                                             |                 |          | Zagreb Publik: 28 863<refname="md01_2"/> Domare: Jesús Gil Manzano (Spanien) | Zagreb Publik: 28 863<refname="md01_2"/> Domare: Jesús Gil Manzano (Spanien) |

|             | 18 september 2019 | Sjachtar Donetsk | 0 – 3           | Manchester City                                       | Metalist Stadium                                                               |                                                                                |
| 22:00 UTC+3 | 22:00 UTC+3       |                  | (0 – 2) Rapport | 24′ Riyad Mahrez 38′ İlkay Gündoğan 76′ Gabriel Jesus | Charkiv Publik: 36 675<refname="md01_2"/> Domare: Artur Soares Dias (Portugal) | Charkiv Publik: 36 675<refname="md01_2"/> Domare: Artur Soares Dias (Portugal) |
| 22:00 UTC+3 | 22:00 UTC+3       |                  |                 |                                                       | Charkiv Publik: 36 675<refname="md01_2"/> Domare: Artur Soares Dias (Portugal) | Charkiv Publik: 36 675<refname="md01_2"/> Domare: Artur Soares Dias (Portugal) |
| 22:00 UTC+3 | 22:00 UTC+3       |                  |                 |                                                       | Charkiv Publik: 36 675<refname="md01_2"/> Domare: Artur Soares Dias (Portugal) | Charkiv Publik: 36 675<refname="md01_2"/> Domare: Artur Soares Dias (Portugal) |

|             | 1 oktober 2019 | Atalanta         | 1 – 2           | Sjachtar Donetsk                      | San Siro                                                                   |                                                                            |
| 18:55 UTC+2 | 18:55 UTC+2    | Duván Zapata 28′ | (1 – 1) Rapport | 41′ Júnior Moraes 90+5′ Manor Solomon | Milano Publik: 26 022<refname="md02_1"/> Domare: Tobias Stieler (Tyskland) | Milano Publik: 26 022<refname="md02_1"/> Domare: Tobias Stieler (Tyskland) |
| 18:55 UTC+2 | 18:55 UTC+2    |                  |                 |                                       | Milano Publik: 26 022<refname="md02_1"/> Domare: Tobias Stieler (Tyskland) | Milano Publik: 26 022<refname="md02_1"/> Domare: Tobias Stieler (Tyskland) |
| 18:55 UTC+2 | 18:55 UTC+2    |                  |                 |                                       | Milano Publik: 26 022<refname="md02_1"/> Domare: Tobias Stieler (Tyskland) | Milano Publik: 26 022<refname="md02_1"/> Domare: Tobias Stieler (Tyskland) |

|             | 1 oktober 2019 | Manchester City                      | 2 – 0           | Dinamo Zagreb | City of Manchester Stadium                                                            |                                                                                       |
| 20:00 UTC+1 | 20:00 UTC+1    | Raheem Sterling 66′ Phil Foden 90+5′ | (0 – 0) Rapport |               | Manchester Publik: 49 046<refname="md02_1"/> Domare: Serdar Gözübüyük (Nederländerna) | Manchester Publik: 49 046<refname="md02_1"/> Domare: Serdar Gözübüyük (Nederländerna) |
| 20:00 UTC+1 | 20:00 UTC+1    |                                      |                 |               | Manchester Publik: 49 046<refname="md02_1"/> Domare: Serdar Gözübüyük (Nederländerna) | Manchester Publik: 49 046<refname="md02_1"/> Domare: Serdar Gözübüyük (Nederländerna) |
| 20:00 UTC+1 | 20:00 UTC+1    |                                      |                 |               | Manchester Publik: 49 046<refname="md02_1"/> Domare: Serdar Gözübüyük (Nederländerna) | Manchester Publik: 49 046<refname="md02_1"/> Domare: Serdar Gözübüyük (Nederländerna) |

|             | 22 oktober 2019 | Sjachtar Donetsk                | 2 – 2           | Dinamo Zagreb                         | Metalist Stadium                                                                |                                                                                 |
| 19:55 UTC+3 | 19:55 UTC+3     | Jevhen Konopljanka 16′ Dodô 75′ | (1 – 1) Rapport | 25′ Dani Olmo 60′ (str.) Mislav Oršić | Charkiv Publik: 21 526<refname="md03_1"/> Domare: Antonio Mateu Lahoz (Spanien) | Charkiv Publik: 21 526<refname="md03_1"/> Domare: Antonio Mateu Lahoz (Spanien) |
| 19:55 UTC+3 | 19:55 UTC+3     |                                 |                 |                                       | Charkiv Publik: 21 526<refname="md03_1"/> Domare: Antonio Mateu Lahoz (Spanien) | Charkiv Publik: 21 526<refname="md03_1"/> Domare: Antonio Mateu Lahoz (Spanien) |
| 19:55 UTC+3 | 19:55 UTC+3     |                                 |                 |                                       | Charkiv Publik: 21 526<refname="md03_1"/> Domare: Antonio Mateu Lahoz (Spanien) | Charkiv Publik: 21 526<refname="md03_1"/> Domare: Antonio Mateu Lahoz (Spanien) |

|             | 22 oktober 2019 | Manchester City                                             | 5 – 1           | Atalanta                      | City of Manchester Stadium                                                  |                                                                             |
| 20:00 UTC+1 | 20:00 UTC+1     | Sergio Agüero 34′, 38′ (str.) Raheem Sterling 58′, 64′, 69′ | (2 – 1) Rapport | 28′ (str.) Ruslan Malinovskyi | Manchester Publik: 49 308<refname="md03_1"/> Domare: Orel Grinfeld (Israel) | Manchester Publik: 49 308<refname="md03_1"/> Domare: Orel Grinfeld (Israel) |
| 20:00 UTC+1 | 20:00 UTC+1     |                                                             |                 |                               | Manchester Publik: 49 308<refname="md03_1"/> Domare: Orel Grinfeld (Israel) | Manchester Publik: 49 308<refname="md03_1"/> Domare: Orel Grinfeld (Israel) |
| 20:00 UTC+1 | 20:00 UTC+1     |                                                             |                 |                               | Manchester Publik: 49 308<refname="md03_1"/> Domare: Orel Grinfeld (Israel) | Manchester Publik: 49 308<refname="md03_1"/> Domare: Orel Grinfeld (Israel) |

|             | 6 november 2019 | Atalanta          | 1 – 1           | Manchester City    | San Siro                                                                        |                                                                                 |
| 21:00 UTC+1 | 21:00 UTC+1     | Mario Pašalić 49′ | (0 – 1) Rapport | 7′ Raheem Sterling | Milano Publik: 34 326<refname="md04_2"/> Domare: Aleksei Kulbakov (Vitryssland) | Milano Publik: 34 326<refname="md04_2"/> Domare: Aleksei Kulbakov (Vitryssland) |
| 21:00 UTC+1 | 21:00 UTC+1     |                   |                 |                    | Milano Publik: 34 326<refname="md04_2"/> Domare: Aleksei Kulbakov (Vitryssland) | Milano Publik: 34 326<refname="md04_2"/> Domare: Aleksei Kulbakov (Vitryssland) |
| 21:00 UTC+1 | 21:00 UTC+1     |                   |                 |                    | Milano Publik: 34 326<refname="md04_2"/> Domare: Aleksei Kulbakov (Vitryssland) | Milano Publik: 34 326<refname="md04_2"/> Domare: Aleksei Kulbakov (Vitryssland) |

|             | 6 november 2019 | Dinamo Zagreb                                         | 3 – 3           | Sjachtar Donetsk                                       | Maksimirstadion                                                         |                                                                         |
| 21:00 UTC+1 | 21:00 UTC+1     | Bruno Petković 25′ Luka Ivanušec 83′ Arijan Ademi 89′ | (1 – 1) Rapport | 13′ Alan Patrick 90+3′ Júnior Moraes 90+8′ (str.) Tetê | Zagreb Publik: 28 316<refname="md04_2"/> Domare: Felix Brych (Tyskland) | Zagreb Publik: 28 316<refname="md04_2"/> Domare: Felix Brych (Tyskland) |
| 21:00 UTC+1 | 21:00 UTC+1     |                                                       |                 |                                                        | Zagreb Publik: 28 316<refname="md04_2"/> Domare: Felix Brych (Tyskland) | Zagreb Publik: 28 316<refname="md04_2"/> Domare: Felix Brych (Tyskland) |
| 21:00 UTC+1 | 21:00 UTC+1     |                                                       |                 |                                                        | Zagreb Publik: 28 316<refname="md04_2"/> Domare: Felix Brych (Tyskland) | Zagreb Publik: 28 316<refname="md04_2"/> Domare: Felix Brych (Tyskland) |

|             | 26 november 2019 | Manchester City    | 1 – 1           | Sjachtar Donetsk  | City of Manchester Stadium                                                     |                                                                                |
| 20:00 UTC±0 | 20:00 UTC±0      | İlkay Gündoğan 56′ | (0 – 0) Rapport | 69′ Manor Solomon | Manchester Publik: 52 020<refname="md05_1"/> Domare: Slavko Vinčić (Slovenien) | Manchester Publik: 52 020<refname="md05_1"/> Domare: Slavko Vinčić (Slovenien) |
| 20:00 UTC±0 | 20:00 UTC±0      |                    |                 |                   | Manchester Publik: 52 020<refname="md05_1"/> Domare: Slavko Vinčić (Slovenien) | Manchester Publik: 52 020<refname="md05_1"/> Domare: Slavko Vinčić (Slovenien) |
| 20:00 UTC±0 | 20:00 UTC±0      |                    |                 |                   | Manchester Publik: 52 020<refname="md05_1"/> Domare: Slavko Vinčić (Slovenien) | Manchester Publik: 52 020<refname="md05_1"/> Domare: Slavko Vinčić (Slovenien) |

|             | 26 november 2019 | Atalanta                              | 2 – 0           | Dinamo Zagreb | San Siro                                                                   |                                                                            |
| 21:00 UTC+1 | 21:00 UTC+1      | Luis Muriel 27′ (str.) Papu Gómez 47′ | (1 – 0) Rapport |               | Milano Publik: 28 365<refname="md05_1"/> Domare: Sergei Karasev (Ryssland) | Milano Publik: 28 365<refname="md05_1"/> Domare: Sergei Karasev (Ryssland) |
| 21:00 UTC+1 | 21:00 UTC+1      |                                       |                 |               | Milano Publik: 28 365<refname="md05_1"/> Domare: Sergei Karasev (Ryssland) | Milano Publik: 28 365<refname="md05_1"/> Domare: Sergei Karasev (Ryssland) |
| 21:00 UTC+1 | 21:00 UTC+1      |                                       |                 |               | Milano Publik: 28 365<refname="md05_1"/> Domare: Sergei Karasev (Ryssland) | Milano Publik: 28 365<refname="md05_1"/> Domare: Sergei Karasev (Ryssland) |

|             | 11 december 2019 | Sjachtar Donetsk | 0 – 3           | Atalanta                                                  | Metalist Stadium                                                          |                                                                           |
| 19:55 UTC+2 | 19:55 UTC+2      |                  | (0 – 0) Rapport | 66′ Timothy Castagne 80′ Mario Pašalić 90+4′ Robin Gosens | Charkiv Publik: 26 536<refname="md06_2"/> Domare: Felix Zwayer (Tyskland) | Charkiv Publik: 26 536<refname="md06_2"/> Domare: Felix Zwayer (Tyskland) |
| 19:55 UTC+2 | 19:55 UTC+2      |                  |                 |                                                           | Charkiv Publik: 26 536<refname="md06_2"/> Domare: Felix Zwayer (Tyskland) | Charkiv Publik: 26 536<refname="md06_2"/> Domare: Felix Zwayer (Tyskland) |
| 19:55 UTC+2 | 19:55 UTC+2      |                  |                 |                                                           | Charkiv Publik: 26 536<refname="md06_2"/> Domare: Felix Zwayer (Tyskland) | Charkiv Publik: 26 536<refname="md06_2"/> Domare: Felix Zwayer (Tyskland) |

|             | 11 december 2012 | Dinamo Zagreb | 1 – 4           | Manchester City                            | Maksimirstadion                                                                    |                                                                                    |
| 18:55 UTC+1 | 18:55 UTC+1      | Dani Olmo 10′ | (1 – 1) Rapport | 34′, 50′, 54′ Gabriel Jesus 84′ Phil Foden | Zagreb Publik: 29 385<refname="md06_2"/> Domare: Carlos del Cerro Grande (Spanien) | Zagreb Publik: 29 385<refname="md06_2"/> Domare: Carlos del Cerro Grande (Spanien) |
| 18:55 UTC+1 | 18:55 UTC+1      |               |                 |                                            | Zagreb Publik: 29 385<refname="md06_2"/> Domare: Carlos del Cerro Grande (Spanien) | Zagreb Publik: 29 385<refname="md06_2"/> Domare: Carlos del Cerro Grande (Spanien) |
| 18:55 UTC+1 | 18:55 UTC+1      |               |                 |                                            | Zagreb Publik: 29 385<refname="md06_2"/> Domare: Carlos del Cerro Grande (Spanien) | Zagreb Publik: 29 385<refname="md06_2"/> Domare: Carlos del Cerro Grande (Spanien) |

### Grupp D
| Nr | Lag              | S | V | O | F | GM | IM | MS | P  |
| -- | ---------------- | - | - | - | - | -- | -- | -- | -- |
| 1  | Juventus         | 6 | 5 | 1 | 0 | 12 | 4  | +8 | 16 |
| 2  | Atlético Madrid  | 6 | 3 | 1 | 2 | 8  | 5  | +3 | 10 |
| 3  | Bayer Leverkusen | 6 | 2 | 1 | 3 | 5  | 9  | −4 | 7  |
| 4  | Lokomotiv Moskva | 6 | 1 | 0 | 5 | 4  | 11 | −7 | 3  |

|             | 18 september 2019 | Bayer Leverkusen            | 1 – 2           | Lokomotiv Moskva                           | Bayarena                                                                      |                                                                               |
| 21:00 UTC+2 | 21:00 UTC+2       | Benedikt Höwedes 25′ (sjm.) | (1 – 2) Rapport | 16′ Grzegorz Krychowiak 37′ Dmitri Barinov | Leverkusen Publik: 26 592<refname="md01_2"/> Domare: Paweł Raczkowski (Polen) | Leverkusen Publik: 26 592<refname="md01_2"/> Domare: Paweł Raczkowski (Polen) |
| 21:00 UTC+2 | 21:00 UTC+2       |                             |                 |                                            | Leverkusen Publik: 26 592<refname="md01_2"/> Domare: Paweł Raczkowski (Polen) | Leverkusen Publik: 26 592<refname="md01_2"/> Domare: Paweł Raczkowski (Polen) |
| 21:00 UTC+2 | 21:00 UTC+2       |                             |                 |                                            | Leverkusen Publik: 26 592<refname="md01_2"/> Domare: Paweł Raczkowski (Polen) | Leverkusen Publik: 26 592<refname="md01_2"/> Domare: Paweł Raczkowski (Polen) |

|             | 18 september 2019 | Atlético Madrid                     | 2 – 2           | Juventus                             | Wanda Metropolitano                                                             |                                                                                 |
| 21:00 UTC+2 | 21:00 UTC+2       | Stefan Savić 70′ Héctor Herrera 90′ | (0 – 0) Rapport | 48′ Juan Cuadrado 65′ Blaise Matuidi | Madrid Publik: 66 283<refname="md01_2"/> Domare: Danny Makkelie (Nederländerna) | Madrid Publik: 66 283<refname="md01_2"/> Domare: Danny Makkelie (Nederländerna) |
| 21:00 UTC+2 | 21:00 UTC+2       |                                     |                 |                                      | Madrid Publik: 66 283<refname="md01_2"/> Domare: Danny Makkelie (Nederländerna) | Madrid Publik: 66 283<refname="md01_2"/> Domare: Danny Makkelie (Nederländerna) |
| 21:00 UTC+2 | 21:00 UTC+2       |                                     |                 |                                      | Madrid Publik: 66 283<refname="md01_2"/> Domare: Danny Makkelie (Nederländerna) | Madrid Publik: 66 283<refname="md01_2"/> Domare: Danny Makkelie (Nederländerna) |

|             | 1 oktober 2019 | Juventus                                                            | 3 – 0           | Bayer Leverkusen | Juventus Stadium                                                          |                                                                           |
| 21:00 UTC+2 | 21:00 UTC+2    | Gonzalo Higuaín 17′ Federico Bernardeschi 62′ Cristiano Ronaldo 89′ | (1 – 0) Rapport |                  | Turin Publik: 34 525<refname="md02_1"/> Domare: Willie Collum (Skottland) | Turin Publik: 34 525<refname="md02_1"/> Domare: Willie Collum (Skottland) |
| 21:00 UTC+2 | 21:00 UTC+2    |                                                                     |                 |                  | Turin Publik: 34 525<refname="md02_1"/> Domare: Willie Collum (Skottland) | Turin Publik: 34 525<refname="md02_1"/> Domare: Willie Collum (Skottland) |
| 21:00 UTC+2 | 21:00 UTC+2    |                                                                     |                 |                  | Turin Publik: 34 525<refname="md02_1"/> Domare: Willie Collum (Skottland) | Turin Publik: 34 525<refname="md02_1"/> Domare: Willie Collum (Skottland) |

|             | 1 oktober 2019 | Lokomotiv Moskva | 0 – 2           | Atlético Madrid                  | RZD Arena                                                               |                                                                         |
| 22:00 UTC+3 | 22:00 UTC+3    |                  | (0 – 0) Rapport | 48′ João Félix 58′ Thomas Partey | Moskva Publik: 27 051<refname="md02_1"/> Domare: Orel Grinfeld (Israel) | Moskva Publik: 27 051<refname="md02_1"/> Domare: Orel Grinfeld (Israel) |
| 22:00 UTC+3 | 22:00 UTC+3    |                  |                 |                                  | Moskva Publik: 27 051<refname="md02_1"/> Domare: Orel Grinfeld (Israel) | Moskva Publik: 27 051<refname="md02_1"/> Domare: Orel Grinfeld (Israel) |
| 22:00 UTC+3 | 22:00 UTC+3    |                  |                 |                                  | Moskva Publik: 27 051<refname="md02_1"/> Domare: Orel Grinfeld (Israel) | Moskva Publik: 27 051<refname="md02_1"/> Domare: Orel Grinfeld (Israel) |

|             | 22 oktober 2019 | Atlético Madrid   | 1 – 0           | Bayer Leverkusen | Wanda Metropolitano                                                           |                                                                               |
| 18:55 UTC+2 | 18:55 UTC+2     | Álvaro Morata 78′ | (0 – 0) Rapport |                  | Madrid Publik: 56 776<refname="md03_1"/> Domare: Artur Soares Dias (Portugal) | Madrid Publik: 56 776<refname="md03_1"/> Domare: Artur Soares Dias (Portugal) |
| 18:55 UTC+2 | 18:55 UTC+2     |                   |                 |                  | Madrid Publik: 56 776<refname="md03_1"/> Domare: Artur Soares Dias (Portugal) | Madrid Publik: 56 776<refname="md03_1"/> Domare: Artur Soares Dias (Portugal) |
| 18:55 UTC+2 | 18:55 UTC+2     |                   |                 |                  | Madrid Publik: 56 776<refname="md03_1"/> Domare: Artur Soares Dias (Portugal) | Madrid Publik: 56 776<refname="md03_1"/> Domare: Artur Soares Dias (Portugal) |

|             | 22 oktober 2019 | Juventus              | 2 – 1           | Lokomotiv Moskva      | Juventus Stadium                                                                   |                                                                                    |
| 21:00 UTC+2 | 21:00 UTC+2     | Paulo Dybala 77′, 79′ | (0 – 1) Rapport | 30′ Aleksei Miranchuk | Turin Publik: 38 547<refname="md03_1"/> Domare: Anastasios Sidiropoulos (Grekland) | Turin Publik: 38 547<refname="md03_1"/> Domare: Anastasios Sidiropoulos (Grekland) |
| 21:00 UTC+2 | 21:00 UTC+2     |                       |                 |                       | Turin Publik: 38 547<refname="md03_1"/> Domare: Anastasios Sidiropoulos (Grekland) | Turin Publik: 38 547<refname="md03_1"/> Domare: Anastasios Sidiropoulos (Grekland) |
| 21:00 UTC+2 | 21:00 UTC+2     |                       |                 |                       | Turin Publik: 38 547<refname="md03_1"/> Domare: Anastasios Sidiropoulos (Grekland) | Turin Publik: 38 547<refname="md03_1"/> Domare: Anastasios Sidiropoulos (Grekland) |

|             | 6 november 2019 | Lokomotiv Moskva      | 1 – 2           | Juventus                            | RZD Arena                                                                 |                                                                           |
| 20:55 UTC+3 | 20:55 UTC+3     | Aleksei Miranchuk 12′ | (1 – 1) Rapport | 4′ Aaron Ramsey 90+3′ Douglas Costa | Moskva Publik: 26 861<refname="md04_2"/> Domare: Ruddy Buquet (Frankrike) | Moskva Publik: 26 861<refname="md04_2"/> Domare: Ruddy Buquet (Frankrike) |
| 20:55 UTC+3 | 20:55 UTC+3     |                       |                 |                                     | Moskva Publik: 26 861<refname="md04_2"/> Domare: Ruddy Buquet (Frankrike) | Moskva Publik: 26 861<refname="md04_2"/> Domare: Ruddy Buquet (Frankrike) |
| 20:55 UTC+3 | 20:55 UTC+3     |                       |                 |                                     | Moskva Publik: 26 861<refname="md04_2"/> Domare: Ruddy Buquet (Frankrike) | Moskva Publik: 26 861<refname="md04_2"/> Domare: Ruddy Buquet (Frankrike) |

|             | 6 november 2019 | Bayer Leverkusen                           | 2 – 1           | Atlético Madrid     | Bayarena                                                                       |                                                                                |
| 21:00 UTC+1 | 21:00 UTC+1     | Thomas Partey 41′ (sjm.) Kevin Volland 55′ | (1 – 0) Rapport | 90+4′ Álvaro Morata | Leverkusen Publik: 28 160<refname="md04_2"/> Domare: Damir Skomina (Slovenien) | Leverkusen Publik: 28 160<refname="md04_2"/> Domare: Damir Skomina (Slovenien) |
| 21:00 UTC+1 | 21:00 UTC+1     |                                            |                 |                     | Leverkusen Publik: 28 160<refname="md04_2"/> Domare: Damir Skomina (Slovenien) | Leverkusen Publik: 28 160<refname="md04_2"/> Domare: Damir Skomina (Slovenien) |
| 21:00 UTC+1 | 21:00 UTC+1     |                                            |                 |                     | Leverkusen Publik: 28 160<refname="md04_2"/> Domare: Damir Skomina (Slovenien) | Leverkusen Publik: 28 160<refname="md04_2"/> Domare: Damir Skomina (Slovenien) |

|             | 26 november 2019 | Lokomotiv Moskva | 0 – 2           | Bayer Leverkusen                               | RZD Arena                                                                 |                                                                           |
| 20:55 UTC+3 | 20:55 UTC+3      |                  | (0 – 1) Rapport | 11′ (sjm.) Rifat Zhemaletdinov 54′ Sven Bender | Moskva Publik: 25 757<refname="md05_1"/> Domare: Michael Oliver (England) | Moskva Publik: 25 757<refname="md05_1"/> Domare: Michael Oliver (England) |
| 20:55 UTC+3 | 20:55 UTC+3      |                  |                 |                                                | Moskva Publik: 25 757<refname="md05_1"/> Domare: Michael Oliver (England) | Moskva Publik: 25 757<refname="md05_1"/> Domare: Michael Oliver (England) |
| 20:55 UTC+3 | 20:55 UTC+3      |                  |                 |                                                | Moskva Publik: 25 757<refname="md05_1"/> Domare: Michael Oliver (England) | Moskva Publik: 25 757<refname="md05_1"/> Domare: Michael Oliver (England) |

|             | 26 november 2019 | Juventus     | 1 – 0           | Atlético Madrid | Juventus Stadium                                                         |                                                                          |
| 21:00 UTC+1 | 21:00 UTC+1      | Dybala 45+2′ | (1 – 0) Rapport |                 | Turin Publik: 40 486<refname="md05_1"/> Domare: Anthony Taylor (England) | Turin Publik: 40 486<refname="md05_1"/> Domare: Anthony Taylor (England) |
| 21:00 UTC+1 | 21:00 UTC+1      |              |                 |                 | Turin Publik: 40 486<refname="md05_1"/> Domare: Anthony Taylor (England) | Turin Publik: 40 486<refname="md05_1"/> Domare: Anthony Taylor (England) |
| 21:00 UTC+1 | 21:00 UTC+1      |              |                 |                 | Turin Publik: 40 486<refname="md05_1"/> Domare: Anthony Taylor (England) | Turin Publik: 40 486<refname="md05_1"/> Domare: Anthony Taylor (England) |

|             | 11 december 2019 | Atlético Madrid                  | 2 – 0           | Lokomotiv Moskva | Wanda Metropolitano                                                     |                                                                         |
| 21:00 UTC+1 | 21:00 UTC+1      | João Félix 17′ (str.) Felipe 54′ | (1 – 0) Rapport |                  | Madrid Publik: 58 426<refname="md06_2"/> Domare: Viktor Kassai (Ungern) | Madrid Publik: 58 426<refname="md06_2"/> Domare: Viktor Kassai (Ungern) |
| 21:00 UTC+1 | 21:00 UTC+1      |                                  |                 |                  | Madrid Publik: 58 426<refname="md06_2"/> Domare: Viktor Kassai (Ungern) | Madrid Publik: 58 426<refname="md06_2"/> Domare: Viktor Kassai (Ungern) |
| 21:00 UTC+1 | 21:00 UTC+1      |                                  |                 |                  | Madrid Publik: 58 426<refname="md06_2"/> Domare: Viktor Kassai (Ungern) | Madrid Publik: 58 426<refname="md06_2"/> Domare: Viktor Kassai (Ungern) |

|             | 11 december 2019 | Bayer Leverkusen | 0 – 2           | Juventus                                    | BayArena                                                                        |                                                                                 |
| 21:00 UTC+1 | 21:00 UTC+1      |                  | (0 – 0) Rapport | 75′ Cristiano Ronaldo 90+2′ Gonzalo Higuaín | Leverkusen Publik: 29 542<refname="md06_2"/> Domare: Benoît Bastien (Frankrike) | Leverkusen Publik: 29 542<refname="md06_2"/> Domare: Benoît Bastien (Frankrike) |
| 21:00 UTC+1 | 21:00 UTC+1      |                  |                 |                                             | Leverkusen Publik: 29 542<refname="md06_2"/> Domare: Benoît Bastien (Frankrike) | Leverkusen Publik: 29 542<refname="md06_2"/> Domare: Benoît Bastien (Frankrike) |
| 21:00 UTC+1 | 21:00 UTC+1      |                  |                 |                                             | Leverkusen Publik: 29 542<refname="md06_2"/> Domare: Benoît Bastien (Frankrike) | Leverkusen Publik: 29 542<refname="md06_2"/> Domare: Benoît Bastien (Frankrike) |

### Grupp E
| Nr | Lag               | S | V | O | F | GM | IM | MS  | P  |
| -- | ----------------- | - | - | - | - | -- | -- | --- | -- |
| 1  | Liverpool         | 6 | 4 | 1 | 1 | 13 | 8  | +5  | 13 |
| 2  | Napoli            | 6 | 3 | 3 | 0 | 11 | 4  | +7  | 12 |
| 3  | Red Bull Salzburg | 6 | 2 | 1 | 3 | 16 | 13 | +3  | 7  |
| 4  | Genk              | 6 | 0 | 1 | 5 | 5  | 20 | −15 | 1  |

|       | 17 september 2019 | Red Bull Salzburg                                                                              | 6 – 2           | Genk                               | Red Bull Arena | |
| 21:00 | 21:00             | Erling Braut Håland 2′, 34′, 45′ Hwang Hee-chan 36′ Dominik Szoboszlai 45+2′ Andreas Ulmer 66′ | (5 – 1) Rapport | 40′ Jhon Lucumí 52′ Mbwana Samatta | Wals-Siezenheim Publik: 29 520<refname="md01_1">{{webbref\|url=https://www.uefa.com/newsfiles/ucl/2 020/md01_1_fs.pdf\|titel=FullTimeSummaryMatchday1–Tuesday17September2 019\|utgivare=uefa.com\|format=PDF\|datum=17september2 019\|hämtdatum=4oktober2 019}}</ref> Domare: Felix Zwayer (Tyskland) | Wals-Siezenheim Publik: 29 520<refname="md01_1">{{webbref\|url=https://www.uefa.com/newsfiles/ucl/2 020/md01_1_fs.pdf\|titel=FullTimeSummaryMatchday1–Tuesday17September2 019\|utgivare=uefa.com\|format=PDF\|datum=17september2 019\|hämtdatum=4oktober2 019}}</ref> Domare: Felix Zwayer (Tyskland) |
| 21:00 | 21:00             |                                                                                                |                 |                                    | Wals-Siezenheim Publik: 29 520<refname="md01_1">{{webbref\|url=https://www.uefa.com/newsfiles/ucl/2 020/md01_1_fs.pdf\|titel=FullTimeSummaryMatchday1–Tuesday17September2 019\|utgivare=uefa.com\|format=PDF\|datum=17september2 019\|hämtdatum=4oktober2 019}}</ref> Domare: Felix Zwayer (Tyskland) | Wals-Siezenheim Publik: 29 520<refname="md01_1">{{webbref\|url=https://www.uefa.com/newsfiles/ucl/2 020/md01_1_fs.pdf\|titel=FullTimeSummaryMatchday1–Tuesday17September2 019\|utgivare=uefa.com\|format=PDF\|datum=17september2 019\|hämtdatum=4oktober2 019}}</ref> Domare: Felix Zwayer (Tyskland) |
| 21:00 | 21:00             |                                                                                                |                 |                                    | Wals-Siezenheim Publik: 29 520<refname="md01_1">{{webbref\|url=https://www.uefa.com/newsfiles/ucl/2 020/md01_1_fs.pdf\|titel=FullTimeSummaryMatchday1–Tuesday17September2 019\|utgivare=uefa.com\|format=PDF\|datum=17september2 019\|hämtdatum=4oktober2 019}}</ref> Domare: Felix Zwayer (Tyskland) | Wals-Siezenheim Publik: 29 520<refname="md01_1">{{webbref\|url=https://www.uefa.com/newsfiles/ucl/2 020/md01_1_fs.pdf\|titel=FullTimeSummaryMatchday1–Tuesday17September2 019\|utgivare=uefa.com\|format=PDF\|datum=17september2 019\|hämtdatum=4oktober2 019}}</ref> Domare: Felix Zwayer (Tyskland) |

|       | 17 september 2019 | Napoli                                           | 2 – 0           | Liverpool | San Paolo-stadion                                                       |                                                                         |
| 21:00 | 21:00             | Dries Mertens 82′ (str.) Fernando Llorente 90+2′ | (0 – 0) Rapport |           | Neapel Publik: 38 878<refname="md01_1"/> Domare: Felix Brych (Tyskland) | Neapel Publik: 38 878<refname="md01_1"/> Domare: Felix Brych (Tyskland) |
| 21:00 | 21:00             |                                                  |                 |           | Neapel Publik: 38 878<refname="md01_1"/> Domare: Felix Brych (Tyskland) | Neapel Publik: 38 878<refname="md01_1"/> Domare: Felix Brych (Tyskland) |
| 21:00 | 21:00             |                                                  |                 |           | Neapel Publik: 38 878<refname="md01_1"/> Domare: Felix Brych (Tyskland) | Neapel Publik: 38 878<refname="md01_1"/> Domare: Felix Brych (Tyskland) |

|       | 2 oktober 2019 | Genk | 0 – 0   | Napoli | Luminus Arena | |
| 18:55 | 18:55          |      | Rapport |        | Genk Publik: 19 962<refname="md02_2">{{webbref\|url=https://www.uefa.com/newsfiles/ucl/2 020/md02_2_fs.pdf\|titel=FullTimeSummaryMatchday2–Wednesday2October2 019\|utgivare=uefa.com\|format=PDF\|datum=2oktober2 019\|hämtdatum=2oktober2 019}}</ref> Domare: István Kovács (Rumänien) | Genk Publik: 19 962<refname="md02_2">{{webbref\|url=https://www.uefa.com/newsfiles/ucl/2 020/md02_2_fs.pdf\|titel=FullTimeSummaryMatchday2–Wednesday2October2 019\|utgivare=uefa.com\|format=PDF\|datum=2oktober2 019\|hämtdatum=2oktober2 019}}</ref> Domare: István Kovács (Rumänien) |
| 18:55 | 18:55          |      |         |        | Genk Publik: 19 962<refname="md02_2">{{webbref\|url=https://www.uefa.com/newsfiles/ucl/2 020/md02_2_fs.pdf\|titel=FullTimeSummaryMatchday2–Wednesday2October2 019\|utgivare=uefa.com\|format=PDF\|datum=2oktober2 019\|hämtdatum=2oktober2 019}}</ref> Domare: István Kovács (Rumänien) | Genk Publik: 19 962<refname="md02_2">{{webbref\|url=https://www.uefa.com/newsfiles/ucl/2 020/md02_2_fs.pdf\|titel=FullTimeSummaryMatchday2–Wednesday2October2 019\|utgivare=uefa.com\|format=PDF\|datum=2oktober2 019\|hämtdatum=2oktober2 019}}</ref> Domare: István Kovács (Rumänien) |
| 18:55 | 18:55          |      |         |        | Genk Publik: 19 962<refname="md02_2">{{webbref\|url=https://www.uefa.com/newsfiles/ucl/2 020/md02_2_fs.pdf\|titel=FullTimeSummaryMatchday2–Wednesday2October2 019\|utgivare=uefa.com\|format=PDF\|datum=2oktober2 019\|hämtdatum=2oktober2 019}}</ref> Domare: István Kovács (Rumänien) | Genk Publik: 19 962<refname="md02_2">{{webbref\|url=https://www.uefa.com/newsfiles/ucl/2 020/md02_2_fs.pdf\|titel=FullTimeSummaryMatchday2–Wednesday2October2 019\|utgivare=uefa.com\|format=PDF\|datum=2oktober2 019\|hämtdatum=2oktober2 019}}</ref> Domare: István Kovács (Rumänien) |

|       | 2 oktober 2019 | Liverpool                                                 | 4 – 3           | Red Bull Salzburg                                              | Anfield                                                                      |                                                                              |
| 21:00 | 21:00          | Sadio Mané 9′ Andrew Robertson 25′ Mohamed Salah 36′, 69′ | (3 – 1) Rapport | 39′ Hwang Hee-chan 56′ Takumi Minamino 60′ Erling Braut Håland | Liverpool Publik: 52 243<refname="md02_2"/> Domare: Andreas Ekberg (Sverige) | Liverpool Publik: 52 243<refname="md02_2"/> Domare: Andreas Ekberg (Sverige) |
| 21:00 | 21:00          |                                                           |                 |                                                                | Liverpool Publik: 52 243<refname="md02_2"/> Domare: Andreas Ekberg (Sverige) | Liverpool Publik: 52 243<refname="md02_2"/> Domare: Andreas Ekberg (Sverige) |
| 21:00 | 21:00          |                                                           |                 |                                                                | Liverpool Publik: 52 243<refname="md02_2"/> Domare: Andreas Ekberg (Sverige) | Liverpool Publik: 52 243<refname="md02_2"/> Domare: Andreas Ekberg (Sverige) |

|       | 23 oktober 2019 | Genk             | 1 – 4           | Liverpool                                                        | Luminus Arena | |
| 21:00 | 21:00           | Stephen Odey 88′ | (0 – 1) Rapport | 2′, 57′ Alex Oxlade-Chamberlain 77′ Sadio Mané 87′ Mohamed Salah | Genk Publik: 19 626<refname="md03_2">{{webbref\|url=https://www.uefa.com/newsfiles/ucl/2 020/md03_2_fs.pdf\|titel=FullTimeSummaryMatchday3–Wednesday23October2 019\|utgivare=UEFA.org\|format=PDF\|datum=23oktober2 019\|hämtdatum=15december2 019}}</ref> Domare: Slavko Vinčić (Slovenien) | Genk Publik: 19 626<refname="md03_2">{{webbref\|url=https://www.uefa.com/newsfiles/ucl/2 020/md03_2_fs.pdf\|titel=FullTimeSummaryMatchday3–Wednesday23October2 019\|utgivare=UEFA.org\|format=PDF\|datum=23oktober2 019\|hämtdatum=15december2 019}}</ref> Domare: Slavko Vinčić (Slovenien) |
| 21:00 | 21:00           |                  |                 |                                                                  | Genk Publik: 19 626<refname="md03_2">{{webbref\|url=https://www.uefa.com/newsfiles/ucl/2 020/md03_2_fs.pdf\|titel=FullTimeSummaryMatchday3–Wednesday23October2 019\|utgivare=UEFA.org\|format=PDF\|datum=23oktober2 019\|hämtdatum=15december2 019}}</ref> Domare: Slavko Vinčić (Slovenien) | Genk Publik: 19 626<refname="md03_2">{{webbref\|url=https://www.uefa.com/newsfiles/ucl/2 020/md03_2_fs.pdf\|titel=FullTimeSummaryMatchday3–Wednesday23October2 019\|utgivare=UEFA.org\|format=PDF\|datum=23oktober2 019\|hämtdatum=15december2 019}}</ref> Domare: Slavko Vinčić (Slovenien) |
| 21:00 | 21:00           |                  |                 |                                                                  | Genk Publik: 19 626<refname="md03_2">{{webbref\|url=https://www.uefa.com/newsfiles/ucl/2 020/md03_2_fs.pdf\|titel=FullTimeSummaryMatchday3–Wednesday23October2 019\|utgivare=UEFA.org\|format=PDF\|datum=23oktober2 019\|hämtdatum=15december2 019}}</ref> Domare: Slavko Vinčić (Slovenien) | Genk Publik: 19 626<refname="md03_2">{{webbref\|url=https://www.uefa.com/newsfiles/ucl/2 020/md03_2_fs.pdf\|titel=FullTimeSummaryMatchday3–Wednesday23October2 019\|utgivare=UEFA.org\|format=PDF\|datum=23oktober2 019\|hämtdatum=15december2 019}}</ref> Domare: Slavko Vinčić (Slovenien) |

|       | 23 oktober 2019 | Red Bull Salzburg                   | 2 – 3           | Napoli                                     | Red Bull Arena                                                                       |                                                                                      |
| 21:00 | 21:00           | Erling Braut Håland 40′ (str.), 72′ | (1 – 1) Rapport | 17′, 64′ Dries Mertens 73′ Lorenzo Insigne | Wals-Siezenheim Publik: 29 520<refname="md03_2"/> Domare: Clément Turpin (Frankrike) | Wals-Siezenheim Publik: 29 520<refname="md03_2"/> Domare: Clément Turpin (Frankrike) |
| 21:00 | 21:00           |                                     |                 |                                            | Wals-Siezenheim Publik: 29 520<refname="md03_2"/> Domare: Clément Turpin (Frankrike) | Wals-Siezenheim Publik: 29 520<refname="md03_2"/> Domare: Clément Turpin (Frankrike) |
| 21:00 | 21:00           |                                     |                 |                                            | Wals-Siezenheim Publik: 29 520<refname="md03_2"/> Domare: Clément Turpin (Frankrike) | Wals-Siezenheim Publik: 29 520<refname="md03_2"/> Domare: Clément Turpin (Frankrike) |

|       | 5 november 2019 | Liverpool                                           | 2 – 1           | Genk               | Anfield | |
| 21:00 | 21:00           | Georginio Wijnaldum 14′ Alex Oxlade-Chamberlain 53′ | (1 – 1) Rapport | 41′ Mbwana Samatta | Liverpool Publik: 52 611<refname="md04_1">{{webbref\|url=https://www.uefa.com/newsfiles/ucl/2 020/md04_1_fs.pdf\|titel=FullTimeSummaryMatchday4–Tuesday5November2 019\|utgivare=UEFA.org\|format=PDF\|datum=5november2 019\|hämtdatum=15december2 019}}</ref> Domare: Ivan Kružliak (Slovakien) | Liverpool Publik: 52 611<refname="md04_1">{{webbref\|url=https://www.uefa.com/newsfiles/ucl/2 020/md04_1_fs.pdf\|titel=FullTimeSummaryMatchday4–Tuesday5November2 019\|utgivare=UEFA.org\|format=PDF\|datum=5november2 019\|hämtdatum=15december2 019}}</ref> Domare: Ivan Kružliak (Slovakien) |
| 21:00 | 21:00           |                                                     |                 |                    | Liverpool Publik: 52 611<refname="md04_1">{{webbref\|url=https://www.uefa.com/newsfiles/ucl/2 020/md04_1_fs.pdf\|titel=FullTimeSummaryMatchday4–Tuesday5November2 019\|utgivare=UEFA.org\|format=PDF\|datum=5november2 019\|hämtdatum=15december2 019}}</ref> Domare: Ivan Kružliak (Slovakien) | Liverpool Publik: 52 611<refname="md04_1">{{webbref\|url=https://www.uefa.com/newsfiles/ucl/2 020/md04_1_fs.pdf\|titel=FullTimeSummaryMatchday4–Tuesday5November2 019\|utgivare=UEFA.org\|format=PDF\|datum=5november2 019\|hämtdatum=15december2 019}}</ref> Domare: Ivan Kružliak (Slovakien) |
| 21:00 | 21:00           |                                                     |                 |                    | Liverpool Publik: 52 611<refname="md04_1">{{webbref\|url=https://www.uefa.com/newsfiles/ucl/2 020/md04_1_fs.pdf\|titel=FullTimeSummaryMatchday4–Tuesday5November2 019\|utgivare=UEFA.org\|format=PDF\|datum=5november2 019\|hämtdatum=15december2 019}}</ref> Domare: Ivan Kružliak (Slovakien) | Liverpool Publik: 52 611<refname="md04_1">{{webbref\|url=https://www.uefa.com/newsfiles/ucl/2 020/md04_1_fs.pdf\|titel=FullTimeSummaryMatchday4–Tuesday5November2 019\|utgivare=UEFA.org\|format=PDF\|datum=5november2 019\|hämtdatum=15december2 019}}</ref> Domare: Ivan Kružliak (Slovakien) |

|       | 5 november 2019 | Napoli             | 1 – 1           | Red Bull Salzburg              | San Paolo-stadion                                                         |                                                                           |
| 21:00 | 21:00           | Hirving Lozano 44′ | (1 – 1) Rapport | 11′ (str.) Erling Braut Håland | Neapel Publik: 32 862<refname="md04_1"/> Domare: Szymon Marciniak (Polen) | Neapel Publik: 32 862<refname="md04_1"/> Domare: Szymon Marciniak (Polen) |
| 21:00 | 21:00           |                    |                 |                                | Neapel Publik: 32 862<refname="md04_1"/> Domare: Szymon Marciniak (Polen) | Neapel Publik: 32 862<refname="md04_1"/> Domare: Szymon Marciniak (Polen) |
| 21:00 | 21:00           |                    |                 |                                | Neapel Publik: 32 862<refname="md04_1"/> Domare: Szymon Marciniak (Polen) | Neapel Publik: 32 862<refname="md04_1"/> Domare: Szymon Marciniak (Polen) |

|       | 27 november 2019 | Genk               | 1 – 4           | Red Bull Salzburg                                                              | Luminus Arena | |
| 21:00 | 21:00            | Mbwana Samatta 85′ | (0 – 2) Rapport | 43′ Patson Daka 45′ Takumi Minamino 69′ Hwang Hee-chan 87′ Erling Braut Håland | Genk Publik: 17 284<refname="md05_2">{{webbref\|url=https://www.uefa.com/newsfiles/ucl/2 020/md05_2_fs.pdf\|titel=FullTimeSummaryMatchday5–Wednesday27November2 019\|utgivare=UEFA.org\|format=PDF\|datum=27november2 019\|hämtdatum=15december2 019}}</ref> Domare: Mattias Gestranius (Finland) | Genk Publik: 17 284<refname="md05_2">{{webbref\|url=https://www.uefa.com/newsfiles/ucl/2 020/md05_2_fs.pdf\|titel=FullTimeSummaryMatchday5–Wednesday27November2 019\|utgivare=UEFA.org\|format=PDF\|datum=27november2 019\|hämtdatum=15december2 019}}</ref> Domare: Mattias Gestranius (Finland) |
| 21:00 | 21:00            |                    |                 |                                                                                | Genk Publik: 17 284<refname="md05_2">{{webbref\|url=https://www.uefa.com/newsfiles/ucl/2 020/md05_2_fs.pdf\|titel=FullTimeSummaryMatchday5–Wednesday27November2 019\|utgivare=UEFA.org\|format=PDF\|datum=27november2 019\|hämtdatum=15december2 019}}</ref> Domare: Mattias Gestranius (Finland) | Genk Publik: 17 284<refname="md05_2">{{webbref\|url=https://www.uefa.com/newsfiles/ucl/2 020/md05_2_fs.pdf\|titel=FullTimeSummaryMatchday5–Wednesday27November2 019\|utgivare=UEFA.org\|format=PDF\|datum=27november2 019\|hämtdatum=15december2 019}}</ref> Domare: Mattias Gestranius (Finland) |
| 21:00 | 21:00            |                    |                 |                                                                                | Genk Publik: 17 284<refname="md05_2">{{webbref\|url=https://www.uefa.com/newsfiles/ucl/2 020/md05_2_fs.pdf\|titel=FullTimeSummaryMatchday5–Wednesday27November2 019\|utgivare=UEFA.org\|format=PDF\|datum=27november2 019\|hämtdatum=15december2 019}}</ref> Domare: Mattias Gestranius (Finland) | Genk Publik: 17 284<refname="md05_2">{{webbref\|url=https://www.uefa.com/newsfiles/ucl/2 020/md05_2_fs.pdf\|titel=FullTimeSummaryMatchday5–Wednesday27November2 019\|utgivare=UEFA.org\|format=PDF\|datum=27november2 019\|hämtdatum=15december2 019}}</ref> Domare: Mattias Gestranius (Finland) |

|       | 27 november 2019 | Liverpool        | 1 – 1           | Napoli            | Anfield                                                                               |                                                                                       |
| 21:00 | 21:00            | Dejan Lovren 65′ | (0 – 1) Rapport | 21′ Dries Mertens | Liverpool Publik: 52 128<refname="md05_2"/> Domare: Carlos del Cerro Grande (Spanien) | Liverpool Publik: 52 128<refname="md05_2"/> Domare: Carlos del Cerro Grande (Spanien) |
| 21:00 | 21:00            |                  |                 |                   | Liverpool Publik: 52 128<refname="md05_2"/> Domare: Carlos del Cerro Grande (Spanien) | Liverpool Publik: 52 128<refname="md05_2"/> Domare: Carlos del Cerro Grande (Spanien) |
| 21:00 | 21:00            |                  |                 |                   | Liverpool Publik: 52 128<refname="md05_2"/> Domare: Carlos del Cerro Grande (Spanien) | Liverpool Publik: 52 128<refname="md05_2"/> Domare: Carlos del Cerro Grande (Spanien) |

|       | 10 december 2019 | Red Bull Salzburg | 0 – 2           | Liverpool                        | Red Bull Arena | |
| 18:55 | 18:55            |                   | (0 – 0) Rapport | 57′ Naby Keïta 58′ Mohamed Salah | Wals-Siezenheim Publik: 29 520<refname="md06_1">{{webbref\|url=https://www.uefa.com/newsfiles/ucl/2 020/md06_1_fs.pdf\|titel=FullTimeSummaryMatchday6–Tuesday10December2 019\|utgivare=UEFA.org\|format=PDF\|datum=10december2 019\|hämtdatum=15december2 019}}</ref> Domare: Danny Makkelie (Nederländerna) | Wals-Siezenheim Publik: 29 520<refname="md06_1">{{webbref\|url=https://www.uefa.com/newsfiles/ucl/2 020/md06_1_fs.pdf\|titel=FullTimeSummaryMatchday6–Tuesday10December2 019\|utgivare=UEFA.org\|format=PDF\|datum=10december2 019\|hämtdatum=15december2 019}}</ref> Domare: Danny Makkelie (Nederländerna) |
| 18:55 | 18:55            |                   |                 |                                  | Wals-Siezenheim Publik: 29 520<refname="md06_1">{{webbref\|url=https://www.uefa.com/newsfiles/ucl/2 020/md06_1_fs.pdf\|titel=FullTimeSummaryMatchday6–Tuesday10December2 019\|utgivare=UEFA.org\|format=PDF\|datum=10december2 019\|hämtdatum=15december2 019}}</ref> Domare: Danny Makkelie (Nederländerna) | Wals-Siezenheim Publik: 29 520<refname="md06_1">{{webbref\|url=https://www.uefa.com/newsfiles/ucl/2 020/md06_1_fs.pdf\|titel=FullTimeSummaryMatchday6–Tuesday10December2 019\|utgivare=UEFA.org\|format=PDF\|datum=10december2 019\|hämtdatum=15december2 019}}</ref> Domare: Danny Makkelie (Nederländerna) |
| 18:55 | 18:55            |                   |                 |                                  | Wals-Siezenheim Publik: 29 520<refname="md06_1">{{webbref\|url=https://www.uefa.com/newsfiles/ucl/2 020/md06_1_fs.pdf\|titel=FullTimeSummaryMatchday6–Tuesday10December2 019\|utgivare=UEFA.org\|format=PDF\|datum=10december2 019\|hämtdatum=15december2 019}}</ref> Domare: Danny Makkelie (Nederländerna) | Wals-Siezenheim Publik: 29 520<refname="md06_1">{{webbref\|url=https://www.uefa.com/newsfiles/ucl/2 020/md06_1_fs.pdf\|titel=FullTimeSummaryMatchday6–Tuesday10December2 019\|utgivare=UEFA.org\|format=PDF\|datum=10december2 019\|hämtdatum=15december2 019}}</ref> Domare: Danny Makkelie (Nederländerna) |

|       | 10 december 2019 | Napoli                                                       | 4 – 0           | Genk | San Paolo-stadion                                                       |                                                                         |
| 18:55 | 18:55            | Arkadiusz Milik 3′, 26′, 38′ (str.) Dries Mertens 75′ (str.) | (3 – 0) Rapport |      | Neapel Publik: 22 265<refname="md06_1"/> Domare: Cüneyt Çakır (Turkiet) | Neapel Publik: 22 265<refname="md06_1"/> Domare: Cüneyt Çakır (Turkiet) |
| 18:55 | 18:55            |                                                              |                 |      | Neapel Publik: 22 265<refname="md06_1"/> Domare: Cüneyt Çakır (Turkiet) | Neapel Publik: 22 265<refname="md06_1"/> Domare: Cüneyt Çakır (Turkiet) |
| 18:55 | 18:55            |                                                              |                 |      | Neapel Publik: 22 265<refname="md06_1"/> Domare: Cüneyt Çakır (Turkiet) | Neapel Publik: 22 265<refname="md06_1"/> Domare: Cüneyt Çakır (Turkiet) |

### Grupp F
| Nr | Lag               | S | V | O | F | GM | IM | MS | P  |
| -- | ----------------- | - | - | - | - | -- | -- | -- | -- |
| 1  | Barcelona         | 6 | 4 | 2 | 0 | 9  | 4  | +5 | 14 |
| 2  | Borussia Dortmund | 6 | 3 | 1 | 2 | 8  | 8  | 0  | 10 |
| 3  | Inter             | 6 | 2 | 1 | 3 | 10 | 8  | +2 | 7  |
| 4  | Slavia Prag       | 6 | 0 | 2 | 4 | 4  | 10 | −6 | 2  |

|       | 17 september 2019 | Inter                | 1 – 1           | Slavia Prag        | San Siro                                                                  |                                                                           |
| 18:55 | 18:55             | Nicolò Barella 90+2′ | (0 – 0) Rapport | 63′ Peter Olayinka | Milano Publik: 50 128<refname="md01_1"/> Domare: Ruddy Buquet (Frankrike) | Milano Publik: 50 128<refname="md01_1"/> Domare: Ruddy Buquet (Frankrike) |
| 18:55 | 18:55             |                      |                 |                    | Milano Publik: 50 128<refname="md01_1"/> Domare: Ruddy Buquet (Frankrike) | Milano Publik: 50 128<refname="md01_1"/> Domare: Ruddy Buquet (Frankrike) |
| 18:55 | 18:55             |                      |                 |                    | Milano Publik: 50 128<refname="md01_1"/> Domare: Ruddy Buquet (Frankrike) | Milano Publik: 50 128<refname="md01_1"/> Domare: Ruddy Buquet (Frankrike) |

|       | 17 september 2019 | Borussia Dortmund | 0 – 0   | Barcelona | Signal Iduna Park                                                            |                                                                              |
| 21:00 | 21:00             |                   | Rapport |           | Dortmund Publik: 66 099<refname="md01_1"/> Domare: Ovidiu Hațegan (Rumänien) | Dortmund Publik: 66 099<refname="md01_1"/> Domare: Ovidiu Hațegan (Rumänien) |
| 21:00 | 21:00             |                   |         |           | Dortmund Publik: 66 099<refname="md01_1"/> Domare: Ovidiu Hațegan (Rumänien) | Dortmund Publik: 66 099<refname="md01_1"/> Domare: Ovidiu Hațegan (Rumänien) |
| 21:00 | 21:00             |                   |         |           | Dortmund Publik: 66 099<refname="md01_1"/> Domare: Ovidiu Hațegan (Rumänien) | Dortmund Publik: 66 099<refname="md01_1"/> Domare: Ovidiu Hațegan (Rumänien) |

|       | 2 oktober 2019 | Slavia Prag | 0 – 2           | Borussia Dortmund      | Sinobo Stadium                                                               |                                                                              |
| 18:55 | 18:55          |             | (0 – 1) Rapport | 35′, 89′ Achraf Hakimi | Prag Publik: 19 370<refname="md02_2"/> Domare: Björn Kuipers (Nederländerna) | Prag Publik: 19 370<refname="md02_2"/> Domare: Björn Kuipers (Nederländerna) |
| 18:55 | 18:55          |             |                 |                        | Prag Publik: 19 370<refname="md02_2"/> Domare: Björn Kuipers (Nederländerna) | Prag Publik: 19 370<refname="md02_2"/> Domare: Björn Kuipers (Nederländerna) |
| 18:55 | 18:55          |             |                 |                        | Prag Publik: 19 370<refname="md02_2"/> Domare: Björn Kuipers (Nederländerna) | Prag Publik: 19 370<refname="md02_2"/> Domare: Björn Kuipers (Nederländerna) |

|       | 2 oktober 2019 | Barcelona            | 2 – 1           | Inter               | Camp Nou                                                                      |                                                                               |
| 21:00 | 21:00          | Luis Suárez 58′, 84′ | (0 – 1) Rapport | 3′ Lautaro Martínez | Barcelona Publik: 86 141<refname="md02_2"/> Domare: Damir Skomina (Slovenien) | Barcelona Publik: 86 141<refname="md02_2"/> Domare: Damir Skomina (Slovenien) |
| 21:00 | 21:00          |                      |                 |                     | Barcelona Publik: 86 141<refname="md02_2"/> Domare: Damir Skomina (Slovenien) | Barcelona Publik: 86 141<refname="md02_2"/> Domare: Damir Skomina (Slovenien) |
| 21:00 | 21:00          |                      |                 |                     | Barcelona Publik: 86 141<refname="md02_2"/> Domare: Damir Skomina (Slovenien) | Barcelona Publik: 86 141<refname="md02_2"/> Domare: Damir Skomina (Slovenien) |

|       | 23 oktober 2019 | Slavia Prag   | 1 – 2           | Barcelona                                 | Sinobo Stadium                                                          |                                                                         |
| 21:00 | 21:00           | Jan Bořil 50′ | (0 – 1) Rapport | 3′ Lionel Messi 57′ (sjm.) Peter Olayinka | Prag Publik: 19 170<refname="md03_2"/> Domare: Bobby Madden (Skottland) | Prag Publik: 19 170<refname="md03_2"/> Domare: Bobby Madden (Skottland) |
| 21:00 | 21:00           |               |                 |                                           | Prag Publik: 19 170<refname="md03_2"/> Domare: Bobby Madden (Skottland) | Prag Publik: 19 170<refname="md03_2"/> Domare: Bobby Madden (Skottland) |
| 21:00 | 21:00           |               |                 |                                           | Prag Publik: 19 170<refname="md03_2"/> Domare: Bobby Madden (Skottland) | Prag Publik: 19 170<refname="md03_2"/> Domare: Bobby Madden (Skottland) |

|       | 23 oktober 2019 | Inter                                     | 2 – 0           | Borussia Dortmund | San Siro                                                                  |                                                                           |
| 21:00 | 21:00           | Lautaro Martínez 22′ Antonio Candreva 89′ | (1 – 0) Rapport |                   | Milano Publik: 65 673<refname="md03_2"/> Domare: Anthony Taylor (England) | Milano Publik: 65 673<refname="md03_2"/> Domare: Anthony Taylor (England) |
| 21:00 | 21:00           |                                           |                 |                   | Milano Publik: 65 673<refname="md03_2"/> Domare: Anthony Taylor (England) | Milano Publik: 65 673<refname="md03_2"/> Domare: Anthony Taylor (England) |
| 21:00 | 21:00           |                                           |                 |                   | Milano Publik: 65 673<refname="md03_2"/> Domare: Anthony Taylor (England) | Milano Publik: 65 673<refname="md03_2"/> Domare: Anthony Taylor (England) |

|       | 5 november 2019 | Barcelona | 0 – 0   | Slavia Prag | Camp Nou                                                                     |                                                                              |
| 18:55 | 18:55           |           | Rapport |             | Barcelona Publik: 67 023<refname="md04_1"/> Domare: Michael Oliver (England) | Barcelona Publik: 67 023<refname="md04_1"/> Domare: Michael Oliver (England) |
| 18:55 | 18:55           |           |         |             | Barcelona Publik: 67 023<refname="md04_1"/> Domare: Michael Oliver (England) | Barcelona Publik: 67 023<refname="md04_1"/> Domare: Michael Oliver (England) |
| 18:55 | 18:55           |           |         |             | Barcelona Publik: 67 023<refname="md04_1"/> Domare: Michael Oliver (England) | Barcelona Publik: 67 023<refname="md04_1"/> Domare: Michael Oliver (England) |

|       | 5 november 2019 | Borussia Dortmund                        | 3 – 2           | Inter                                 | Signal Iduna Park                                                                 |                                                                                   |
| 21:00 | 21:00           | Achraf Hakimi 51′, 77′ Julian Brandt 64′ | (0 – 2) Rapport | 5′ Lautaro Martínez 40′ Matías Vecino | Dortmund Publik: 66 099<refname="md04_1"/> Domare: Danny Makkelie (Nederländerna) | Dortmund Publik: 66 099<refname="md04_1"/> Domare: Danny Makkelie (Nederländerna) |
| 21:00 | 21:00           |                                          |                 |                                       | Dortmund Publik: 66 099<refname="md04_1"/> Domare: Danny Makkelie (Nederländerna) | Dortmund Publik: 66 099<refname="md04_1"/> Domare: Danny Makkelie (Nederländerna) |
| 21:00 | 21:00           |                                          |                 |                                       | Dortmund Publik: 66 099<refname="md04_1"/> Domare: Danny Makkelie (Nederländerna) | Dortmund Publik: 66 099<refname="md04_1"/> Domare: Danny Makkelie (Nederländerna) |

|       | 27 november 2019 | Slavia Prag             | 1 – 3           | Inter                                       | Sinobo Stadium                                                          |                                                                         |
| 21:00 | 21:00            | Tomáš Souček 37′ (str.) | (1 – 1) Rapport | 19′, 88′ Lautaro Martínez 81′ Romelu Lukaku | Prag Publik: 19 370<refname="md05_2"/> Domare: Szymon Marciniak (Polen) | Prag Publik: 19 370<refname="md05_2"/> Domare: Szymon Marciniak (Polen) |
| 21:00 | 21:00            |                         |                 |                                             | Prag Publik: 19 370<refname="md05_2"/> Domare: Szymon Marciniak (Polen) | Prag Publik: 19 370<refname="md05_2"/> Domare: Szymon Marciniak (Polen) |
| 21:00 | 21:00            |                         |                 |                                             | Prag Publik: 19 370<refname="md05_2"/> Domare: Szymon Marciniak (Polen) | Prag Publik: 19 370<refname="md05_2"/> Domare: Szymon Marciniak (Polen) |

|       | 27 november 2019 | Barcelona                                              | 3 – 1           | Borussia Dortmund | Camp Nou                                                                       |                                                                                |
| 21:00 | 21:00            | Luis Suárez 29′ Lionel Messi 33′ Antoine Griezmann 67′ | (2 – 0) Rapport | 77′ Jadon Sancho  | Barcelona Publik: 90 071<refname="md05_2"/> Domare: Clément Turpin (Frankrike) | Barcelona Publik: 90 071<refname="md05_2"/> Domare: Clément Turpin (Frankrike) |
| 21:00 | 21:00            |                                                        |                 |                   | Barcelona Publik: 90 071<refname="md05_2"/> Domare: Clément Turpin (Frankrike) | Barcelona Publik: 90 071<refname="md05_2"/> Domare: Clément Turpin (Frankrike) |
| 21:00 | 21:00            |                                                        |                 |                   | Barcelona Publik: 90 071<refname="md05_2"/> Domare: Clément Turpin (Frankrike) | Barcelona Publik: 90 071<refname="md05_2"/> Domare: Clément Turpin (Frankrike) |

|       | 10 december 2019 | Inter             | 1 – 2           | Barcelona                      | San Siro                                                                       |                                                                                |
| 21:00 | 21:00            | Romelu Lukaku 44′ | (1 – 1) Rapport | 23′ Carles Pérez 86′ Ansu Fati | Milano Publik: 71 818<refname="md06_1"/> Domare: Björn Kuipers (Nederländerna) | Milano Publik: 71 818<refname="md06_1"/> Domare: Björn Kuipers (Nederländerna) |
| 21:00 | 21:00            |                   |                 |                                | Milano Publik: 71 818<refname="md06_1"/> Domare: Björn Kuipers (Nederländerna) | Milano Publik: 71 818<refname="md06_1"/> Domare: Björn Kuipers (Nederländerna) |
| 21:00 | 21:00            |                   |                 |                                | Milano Publik: 71 818<refname="md06_1"/> Domare: Björn Kuipers (Nederländerna) | Milano Publik: 71 818<refname="md06_1"/> Domare: Björn Kuipers (Nederländerna) |

|       | 10 december 2019 | Borussia Dortmund                  | 2 – 1           | Slavia Prag      | Signal Iduna Park                                                            |                                                                              |
| 21:00 | 21:00            | Jadon Sancho 10′ Julian Brandt 61′ | (1 – 1) Rapport | 43′ Tomáš Souček | Dortmund Publik: 65 079<refname="md06_1"/> Domare: Sergei Karasev (Ryssland) | Dortmund Publik: 65 079<refname="md06_1"/> Domare: Sergei Karasev (Ryssland) |
| 21:00 | 21:00            |                                    |                 |                  | Dortmund Publik: 65 079<refname="md06_1"/> Domare: Sergei Karasev (Ryssland) | Dortmund Publik: 65 079<refname="md06_1"/> Domare: Sergei Karasev (Ryssland) |
| 21:00 | 21:00            |                                    |                 |                  | Dortmund Publik: 65 079<refname="md06_1"/> Domare: Sergei Karasev (Ryssland) | Dortmund Publik: 65 079<refname="md06_1"/> Domare: Sergei Karasev (Ryssland) |

### Grupp G
| Nr | Lag                    | S | V | O | F | GM | IM | MS | P  |
| -- | ---------------------- | - | - | - | - | -- | -- | -- | -- |
| 1  | RB Leipzig             | 6 | 3 | 2 | 1 | 10 | 8  | +2 | 11 |
| 2  | Lyon                   | 6 | 2 | 2 | 2 | 9  | 8  | +1 | 8  |
| 3  | Benfica                | 6 | 2 | 1 | 3 | 10 | 11 | −1 | 7  |
| 4  | Zenit Sankt Petersburg | 6 | 2 | 1 | 3 | 7  | 9  | −2 | 7  |

|       | 17 september 2019 | Lyon                     | 1 – 1           | Zenit Sankt Petersburg | Parc Olympique Lyonnais                                                             |                                                                                     |
| 18:55 | 18:55             | Memphis Depay 51′ (str.) | (0 – 1) Rapport | 41′ Sardar Azmoun      | Décines-Charpieu Publik: 47 201<refname="md01_1"/> Domare: Michael Oliver (England) | Décines-Charpieu Publik: 47 201<refname="md01_1"/> Domare: Michael Oliver (England) |
| 18:55 | 18:55             |                          |                 |                        | Décines-Charpieu Publik: 47 201<refname="md01_1"/> Domare: Michael Oliver (England) | Décines-Charpieu Publik: 47 201<refname="md01_1"/> Domare: Michael Oliver (England) |
| 18:55 | 18:55             |                          |                 |                        | Décines-Charpieu Publik: 47 201<refname="md01_1"/> Domare: Michael Oliver (England) | Décines-Charpieu Publik: 47 201<refname="md01_1"/> Domare: Michael Oliver (England) |

|       | 17 september 2019 | Benfica             | 1 – 2           | RB Leipzig           | Estádio da Luz                                                                        |                                                                                       |
| 21:00 | 21:00             | Haris Seferović 84′ | (0 – 0) Rapport | 69′, 78′ Timo Werner | Lissabon Publik: 46 460<refname="md01_1"/> Domare: Anastasios Sidiropoulos (Grekland) | Lissabon Publik: 46 460<refname="md01_1"/> Domare: Anastasios Sidiropoulos (Grekland) |
| 21:00 | 21:00             |                     |                 |                      | Lissabon Publik: 46 460<refname="md01_1"/> Domare: Anastasios Sidiropoulos (Grekland) | Lissabon Publik: 46 460<refname="md01_1"/> Domare: Anastasios Sidiropoulos (Grekland) |
| 21:00 | 21:00             |                     |                 |                      | Lissabon Publik: 46 460<refname="md01_1"/> Domare: Anastasios Sidiropoulos (Grekland) | Lissabon Publik: 46 460<refname="md01_1"/> Domare: Anastasios Sidiropoulos (Grekland) |

|       | 2 oktober 2019 | Zenit Sankt Petersburg                                    | 3 – 1           | Benfica           | Krestovskij stadion                                                                          |                                                                                              |
| 21:00 | 21:00          | Artjom Dzjuba 22′ Rúben Dias 70′ (sjm.) Sardar Azmoun 78′ | (1 – 0) Rapport | 85′ Raúl de Tomás | Sankt Petersburg Publik: 51 683<refname="md02_2"/> Domare: Carlos del Cerro Grande (Spanien) | Sankt Petersburg Publik: 51 683<refname="md02_2"/> Domare: Carlos del Cerro Grande (Spanien) |
| 21:00 | 21:00          |                                                           |                 |                   | Sankt Petersburg Publik: 51 683<refname="md02_2"/> Domare: Carlos del Cerro Grande (Spanien) | Sankt Petersburg Publik: 51 683<refname="md02_2"/> Domare: Carlos del Cerro Grande (Spanien) |
| 21:00 | 21:00          |                                                           |                 |                   | Sankt Petersburg Publik: 51 683<refname="md02_2"/> Domare: Carlos del Cerro Grande (Spanien) | Sankt Petersburg Publik: 51 683<refname="md02_2"/> Domare: Carlos del Cerro Grande (Spanien) |

|       | 2 oktober 2019 | RB Leipzig | 0 – 2           | Lyon                                 | Red Bull Arena                                                                  |                                                                                 |
| 21:00 | 21:00          |            | (0 – 1) Rapport | 11′ Memphis Depay 65′ Martin Terrier | Leipzig Publik: 40 194<refname="md02_2"/> Domare: Antonio Mateu Lahoz (Spanien) | Leipzig Publik: 40 194<refname="md02_2"/> Domare: Antonio Mateu Lahoz (Spanien) |
| 21:00 | 21:00          |            |                 |                                      | Leipzig Publik: 40 194<refname="md02_2"/> Domare: Antonio Mateu Lahoz (Spanien) | Leipzig Publik: 40 194<refname="md02_2"/> Domare: Antonio Mateu Lahoz (Spanien) |
| 21:00 | 21:00          |            |                 |                                      | Leipzig Publik: 40 194<refname="md02_2"/> Domare: Antonio Mateu Lahoz (Spanien) | Leipzig Publik: 40 194<refname="md02_2"/> Domare: Antonio Mateu Lahoz (Spanien) |

|       | 23 oktober 2019 | RB Leipzig                            | 2 – 1           | Zenit Sankt Petersburg | Red Bull Arena                                                            |                                                                           |
| 18:55 | 18:55           | Konrad Laimer 49′ Marcel Sabitzer 59′ | (0 – 1) Rapport | 25′ Jaroslav Rakytskyj | Leipzig Publik: 41 058<refname="md03_2"/> Domare: Ali Palabıyık (Turkiet) | Leipzig Publik: 41 058<refname="md03_2"/> Domare: Ali Palabıyık (Turkiet) |
| 18:55 | 18:55           |                                       |                 |                        | Leipzig Publik: 41 058<refname="md03_2"/> Domare: Ali Palabıyık (Turkiet) | Leipzig Publik: 41 058<refname="md03_2"/> Domare: Ali Palabıyık (Turkiet) |
| 18:55 | 18:55           |                                       |                 |                        | Leipzig Publik: 41 058<refname="md03_2"/> Domare: Ali Palabıyık (Turkiet) | Leipzig Publik: 41 058<refname="md03_2"/> Domare: Ali Palabıyık (Turkiet) |

|       | 23 oktober 2019 | Benfica                 | 2 – 1           | Lyon              | Estádio da Luz                                                               |                                                                              |
| 21:00 | 21:00           | Rafa Silva 4′ Pizzi 86′ | (1 – 0) Rapport | 70′ Memphis Depay | Lissabon Publik: 53 035<refname="md03_2"/> Domare: Ivan Kružliak (Slovakien) | Lissabon Publik: 53 035<refname="md03_2"/> Domare: Ivan Kružliak (Slovakien) |
| 21:00 | 21:00           |                         |                 |                   | Lissabon Publik: 53 035<refname="md03_2"/> Domare: Ivan Kružliak (Slovakien) | Lissabon Publik: 53 035<refname="md03_2"/> Domare: Ivan Kružliak (Slovakien) |
| 21:00 | 21:00           |                         |                 |                   | Lissabon Publik: 53 035<refname="md03_2"/> Domare: Ivan Kružliak (Slovakien) | Lissabon Publik: 53 035<refname="md03_2"/> Domare: Ivan Kružliak (Slovakien) |

|       | 5 november 2019 | Zenit Sankt Petersburg | 0 – 2           | RB Leipzig                            | Krestovskij stadion                                                               |                                                                                   |
| 18:55 | 18:55           |                        | (0 – 1) Rapport | 45+5′ Diego Demme 63′ Marcel Sabitzer | Sankt Petersburg Publik: 50 452<refname="md04_1"/> Domare: Orel Grinfeld (Israel) | Sankt Petersburg Publik: 50 452<refname="md04_1"/> Domare: Orel Grinfeld (Israel) |
| 18:55 | 18:55           |                        |                 |                                       | Sankt Petersburg Publik: 50 452<refname="md04_1"/> Domare: Orel Grinfeld (Israel) | Sankt Petersburg Publik: 50 452<refname="md04_1"/> Domare: Orel Grinfeld (Israel) |
| 18:55 | 18:55           |                        |                 |                                       | Sankt Petersburg Publik: 50 452<refname="md04_1"/> Domare: Orel Grinfeld (Israel) | Sankt Petersburg Publik: 50 452<refname="md04_1"/> Domare: Orel Grinfeld (Israel) |

|       | 5 november 2019 | Lyon                                                      | 3 – 1           | Benfica             | Parc Olympique Lyonnais                                                                  |                                                                                          |
| 21:00 | 21:00           | Joachim Andersen 4′ Memphis Depay 33′ Bertrand Traoré 89′ | (2 – 0) Rapport | 76′ Haris Seferović | Décines-Charpieu Publik: 51 077<refname="md04_1"/> Domare: Björn Kuipers (Nederländerna) | Décines-Charpieu Publik: 51 077<refname="md04_1"/> Domare: Björn Kuipers (Nederländerna) |
| 21:00 | 21:00           |                                                           |                 |                     | Décines-Charpieu Publik: 51 077<refname="md04_1"/> Domare: Björn Kuipers (Nederländerna) | Décines-Charpieu Publik: 51 077<refname="md04_1"/> Domare: Björn Kuipers (Nederländerna) |
| 21:00 | 21:00           |                                                           |                 |                     | Décines-Charpieu Publik: 51 077<refname="md04_1"/> Domare: Björn Kuipers (Nederländerna) | Décines-Charpieu Publik: 51 077<refname="md04_1"/> Domare: Björn Kuipers (Nederländerna) |

|       | 27 november 2019 | Zenit Sankt Petersburg                | 2 – 0           | Lyon | Krestovskij stadion                                                                 |                                                                                     |
| 18:55 | 18:55            | Artjom Dzjuba 42′ Magomed Ozdojev 84′ | (1 – 0) Rapport |      | Sankt Petersburg Publik: 51 183<refname="md05_2"/> Domare: Daniele Orsato (Italien) | Sankt Petersburg Publik: 51 183<refname="md05_2"/> Domare: Daniele Orsato (Italien) |
| 18:55 | 18:55            |                                       |                 |      | Sankt Petersburg Publik: 51 183<refname="md05_2"/> Domare: Daniele Orsato (Italien) | Sankt Petersburg Publik: 51 183<refname="md05_2"/> Domare: Daniele Orsato (Italien) |
| 18:55 | 18:55            |                                       |                 |      | Sankt Petersburg Publik: 51 183<refname="md05_2"/> Domare: Daniele Orsato (Italien) | Sankt Petersburg Publik: 51 183<refname="md05_2"/> Domare: Daniele Orsato (Italien) |

|       | 27 november 2019 | RB Leipzig                      | 2 – 2           | Benfica                       | Red Bull Arena                                                                |                                                                               |
| 21:00 | 21:00            | Emil Forsberg 90′ (str.), 90+6′ | (0 – 1) Rapport | 20′ Pizzi 59′ Carlos Vinícius | Leipzig Publik: 38 339<refname="md05_2"/> Domare: Jesús Gil Manzano (Spanien) | Leipzig Publik: 38 339<refname="md05_2"/> Domare: Jesús Gil Manzano (Spanien) |
| 21:00 | 21:00            |                                 |                 |                               | Leipzig Publik: 38 339<refname="md05_2"/> Domare: Jesús Gil Manzano (Spanien) | Leipzig Publik: 38 339<refname="md05_2"/> Domare: Jesús Gil Manzano (Spanien) |
| 21:00 | 21:00            |                                 |                 |                               | Leipzig Publik: 38 339<refname="md05_2"/> Domare: Jesús Gil Manzano (Spanien) | Leipzig Publik: 38 339<refname="md05_2"/> Domare: Jesús Gil Manzano (Spanien) |

|       | 10 december 2019 | Benfica                                                    | 3 – 0           | Zenit Sankt Petersburg | Estádio da Luz                                                                   |                                                                                  |
| 21:00 | 21:00            | Franco Cervi 47′ Pizzi 58′ (str.) Sardar Azmoun 79′ (sjm.) | (0 – 0) Rapport |                        | Lissabon Publik: 40 232<refname="md06_1"/> Domare: Antonio Mateu Lahoz (Spanien) | Lissabon Publik: 40 232<refname="md06_1"/> Domare: Antonio Mateu Lahoz (Spanien) |
| 21:00 | 21:00            |                                                            |                 |                        | Lissabon Publik: 40 232<refname="md06_1"/> Domare: Antonio Mateu Lahoz (Spanien) | Lissabon Publik: 40 232<refname="md06_1"/> Domare: Antonio Mateu Lahoz (Spanien) |
| 21:00 | 21:00            |                                                            |                 |                        | Lissabon Publik: 40 232<refname="md06_1"/> Domare: Antonio Mateu Lahoz (Spanien) | Lissabon Publik: 40 232<refname="md06_1"/> Domare: Antonio Mateu Lahoz (Spanien) |

|       | 10 december 2019 | Lyon                                | 2 – 2           | RB Leipzig                                     | Parc Olympique Lyonnais                                                             |                                                                                     |
| 21:00 | 21:00            | Houssem Aouar 50′ Memphis Depay 82′ | (0 – 2) Rapport | 9′ (str.) Emil Forsberg 33′ (str.) Timo Werner | Décines-Charpieu Publik: 53 288<refname="md06_1"/> Domare: Anthony Taylor (England) | Décines-Charpieu Publik: 53 288<refname="md06_1"/> Domare: Anthony Taylor (England) |
| 21:00 | 21:00            |                                     |                 |                                                | Décines-Charpieu Publik: 53 288<refname="md06_1"/> Domare: Anthony Taylor (England) | Décines-Charpieu Publik: 53 288<refname="md06_1"/> Domare: Anthony Taylor (England) |
| 21:00 | 21:00            |                                     |                 |                                                | Décines-Charpieu Publik: 53 288<refname="md06_1"/> Domare: Anthony Taylor (England) | Décines-Charpieu Publik: 53 288<refname="md06_1"/> Domare: Anthony Taylor (England) |

### Grupp H
| Nr | Lag      | S | V | O | F | GM | IM | MS  | P  |
| -- | -------- | - | - | - | - | -- | -- | --- | -- |
| 1  | Valencia | 6 | 3 | 2 | 1 | 9  | 7  | +2  | 11 |
| 2  | Chelsea  | 6 | 3 | 2 | 1 | 11 | 9  | +2  | 11 |
| 3  | Ajax     | 6 | 3 | 1 | 2 | 12 | 6  | +6  | 10 |
| 4  | Lille    | 6 | 0 | 1 | 5 | 4  | 14 | −10 | 1  |

|       | 17 september 2019 | Ajax                                                       | 3 – 0           | Lille | Johan Cruijff Arena                                                           |                                                                               |
| 21:00 | 21:00             | Quincy Promes 18′ Edson Álvarez 50′ Nicolás Tagliafico 62′ | (1 – 0) Rapport |       | Amsterdam Publik: 51 441<refname="md01_1"/> Domare: Srđan Jovanović (Serbien) | Amsterdam Publik: 51 441<refname="md01_1"/> Domare: Srđan Jovanović (Serbien) |
| 21:00 | 21:00             |                                                            |                 |       | Amsterdam Publik: 51 441<refname="md01_1"/> Domare: Srđan Jovanović (Serbien) | Amsterdam Publik: 51 441<refname="md01_1"/> Domare: Srđan Jovanović (Serbien) |
| 21:00 | 21:00             |                                                            |                 |       | Amsterdam Publik: 51 441<refname="md01_1"/> Domare: Srđan Jovanović (Serbien) | Amsterdam Publik: 51 441<refname="md01_1"/> Domare: Srđan Jovanović (Serbien) |

|       | 17 september 2019 | Chelsea | 0 – 1           | Valencia    | Stamford Bridge                                                         |                                                                         |
| 21:00 | 21:00             |         | (0 – 0) Rapport | 74′ Rodrigo | London Publik: 39 469<refname="md01_1"/> Domare: Cüneyt Çakır (Turkiet) | London Publik: 39 469<refname="md01_1"/> Domare: Cüneyt Çakır (Turkiet) |
| 21:00 | 21:00             |         |                 |             | London Publik: 39 469<refname="md01_1"/> Domare: Cüneyt Çakır (Turkiet) | London Publik: 39 469<refname="md01_1"/> Domare: Cüneyt Çakır (Turkiet) |
| 21:00 | 21:00             |         |                 |             | London Publik: 39 469<refname="md01_1"/> Domare: Cüneyt Çakır (Turkiet) | London Publik: 39 469<refname="md01_1"/> Domare: Cüneyt Çakır (Turkiet) |

|       | 2 oktober 2019 | Valencia | 0 – 3           | Ajax                                                    | Mestalla                                                                    |                                                                             |
| 21:00 | 21:00          |          | (0 – 2) Rapport | 8′ Hakim Ziyech 34′ Quincy Promes 67′ Donny van de Beek | Valencia Publik: 44 659<refname="md02_2"/> Domare: Daniele Orsato (Italien) | Valencia Publik: 44 659<refname="md02_2"/> Domare: Daniele Orsato (Italien) |
| 21:00 | 21:00          |          |                 |                                                         | Valencia Publik: 44 659<refname="md02_2"/> Domare: Daniele Orsato (Italien) | Valencia Publik: 44 659<refname="md02_2"/> Domare: Daniele Orsato (Italien) |
| 21:00 | 21:00          |          |                 |                                                         | Valencia Publik: 44 659<refname="md02_2"/> Domare: Daniele Orsato (Italien) | Valencia Publik: 44 659<refname="md02_2"/> Domare: Daniele Orsato (Italien) |

|       | 2 oktober 2019 | Lille              | 1 – 2           | Chelsea                       | Stade Pierre-Mauroy                                                                        |                                                                                            |
| 21:00 | 21:00          | Victor Osimhen 33′ | (1 – 1) Rapport | 22′ Tammy Abraham 78′ Willian | Villeneuve-d'Ascq Publik: 48 523<refname="md02_2"/> Domare: Aleksei Kulbakov (Vitryssland) | Villeneuve-d'Ascq Publik: 48 523<refname="md02_2"/> Domare: Aleksei Kulbakov (Vitryssland) |
| 21:00 | 21:00          |                    |                 |                               | Villeneuve-d'Ascq Publik: 48 523<refname="md02_2"/> Domare: Aleksei Kulbakov (Vitryssland) | Villeneuve-d'Ascq Publik: 48 523<refname="md02_2"/> Domare: Aleksei Kulbakov (Vitryssland) |
| 21:00 | 21:00          |                    |                 |                               | Villeneuve-d'Ascq Publik: 48 523<refname="md02_2"/> Domare: Aleksei Kulbakov (Vitryssland) | Villeneuve-d'Ascq Publik: 48 523<refname="md02_2"/> Domare: Aleksei Kulbakov (Vitryssland) |

|       | 23 oktober 2019 | Ajax | 0 – 1           | Chelsea             | Johan Cruijff Arena                                                           |                                                                               |
| 18:55 | 18:55           |      | (0 – 0) Rapport | 86′ Michy Batshuayi | Amsterdam Publik: 52 482<refname="md03_2"/> Domare: Ovidiu Hațegan (Rumänien) | Amsterdam Publik: 52 482<refname="md03_2"/> Domare: Ovidiu Hațegan (Rumänien) |
| 18:55 | 18:55           |      |                 |                     | Amsterdam Publik: 52 482<refname="md03_2"/> Domare: Ovidiu Hațegan (Rumänien) | Amsterdam Publik: 52 482<refname="md03_2"/> Domare: Ovidiu Hațegan (Rumänien) |
| 18:55 | 18:55           |      |                 |                     | Amsterdam Publik: 52 482<refname="md03_2"/> Domare: Ovidiu Hațegan (Rumänien) | Amsterdam Publik: 52 482<refname="md03_2"/> Domare: Ovidiu Hațegan (Rumänien) |

|       | 23 oktober 2019 | Lille                | 1 – 1           | Valencia            | Stade Pierre-Mauroy                                                                  |                                                                                      |
| 21:00 | 21:00           | Jonathan Ikoné 90+5′ | (0 – 0) Rapport | 63′ Denis Tjerysjev | Villeneuve-d'Ascq Publik: 47 488<refname="md03_2"/> Domare: Deniz Aytekin (Tyskland) | Villeneuve-d'Ascq Publik: 47 488<refname="md03_2"/> Domare: Deniz Aytekin (Tyskland) |
| 21:00 | 21:00           |                      |                 |                     | Villeneuve-d'Ascq Publik: 47 488<refname="md03_2"/> Domare: Deniz Aytekin (Tyskland) | Villeneuve-d'Ascq Publik: 47 488<refname="md03_2"/> Domare: Deniz Aytekin (Tyskland) |
| 21:00 | 21:00           |                      |                 |                     | Villeneuve-d'Ascq Publik: 47 488<refname="md03_2"/> Domare: Deniz Aytekin (Tyskland) | Villeneuve-d'Ascq Publik: 47 488<refname="md03_2"/> Domare: Deniz Aytekin (Tyskland) |

|       | 5 november 2019 | Valencia                                                                                    | 4 – 1           | Lille              | Mestalla                                                                     |                                                                              |
| 21:00 | 21:00           | Daniel Parejo 66′ (str.) Adama Soumaoro 82′ (sjm.) Geoffrey Kondogbia 84′ Ferran Torres 90′ | (0 – 1) Rapport | 25′ Victor Osimhen | Valencia Publik: 38 252<refname="md04_1"/> Domare: Sergei Karasev (Ryssland) | Valencia Publik: 38 252<refname="md04_1"/> Domare: Sergei Karasev (Ryssland) |
| 21:00 | 21:00           |                                                                                             |                 |                    | Valencia Publik: 38 252<refname="md04_1"/> Domare: Sergei Karasev (Ryssland) | Valencia Publik: 38 252<refname="md04_1"/> Domare: Sergei Karasev (Ryssland) |
| 21:00 | 21:00           |                                                                                             |                 |                    | Valencia Publik: 38 252<refname="md04_1"/> Domare: Sergei Karasev (Ryssland) | Valencia Publik: 38 252<refname="md04_1"/> Domare: Sergei Karasev (Ryssland) |

|       | 5 november 2019 | Chelsea                                                              | 4 – 4           | Ajax                                                                                         | Stamford Bridge                                                            |                                                                            |
| 21:00 | 21:00           | Jorginho 5′ (str.), 71′ (str.) César Azpilicueta 63′ Reece James 74′ | (1 – 3) Rapport | 2′ (sjm.) Tammy Abraham 20′ Quincy Promes 35′ (sjm.) Kepa Arrizabalaga 55′ Donny van de Beek | London Publik: 39 132<refname="md04_1"/> Domare: Gianluca Rocchi (Italien) | London Publik: 39 132<refname="md04_1"/> Domare: Gianluca Rocchi (Italien) |
| 21:00 | 21:00           |                                                                      |                 |                                                                                              | London Publik: 39 132<refname="md04_1"/> Domare: Gianluca Rocchi (Italien) | London Publik: 39 132<refname="md04_1"/> Domare: Gianluca Rocchi (Italien) |
| 21:00 | 21:00           |                                                                      |                 |                                                                                              | London Publik: 39 132<refname="md04_1"/> Domare: Gianluca Rocchi (Italien) | London Publik: 39 132<refname="md04_1"/> Domare: Gianluca Rocchi (Italien) |

|       | 27 november 2019 | Valencia                         | 2 – 2           | Chelsea                                 | Mestalla                                                                   |                                                                            |
| 18:55 | 18:55            | Carlos Soler 40′ Daniel Wass 82′ | (1 – 1) Rapport | 41′ Mateo Kovačić 50′ Christian Pulisic | Valencia Publik: 43 486<refname="md05_2"/> Domare: Felix Zwayer (Tyskland) | Valencia Publik: 43 486<refname="md05_2"/> Domare: Felix Zwayer (Tyskland) |
| 18:55 | 18:55            |                                  |                 |                                         | Valencia Publik: 43 486<refname="md05_2"/> Domare: Felix Zwayer (Tyskland) | Valencia Publik: 43 486<refname="md05_2"/> Domare: Felix Zwayer (Tyskland) |
| 18:55 | 18:55            |                                  |                 |                                         | Valencia Publik: 43 486<refname="md05_2"/> Domare: Felix Zwayer (Tyskland) | Valencia Publik: 43 486<refname="md05_2"/> Domare: Felix Zwayer (Tyskland) |

|       | 27 november 2019 | Lille | 0 – 2           | Ajax                              | Stade Pierre-Mauroy                                                                |                                                                                    |
| 21:00 | 21:00            |       | (0 – 1) Rapport | 2′ Hakim Ziyech 59′ Quincy Promes | Villeneuve-d'Ascq Publik: 48 612<refname="md05_2"/> Domare: Felix Brych (Tyskland) | Villeneuve-d'Ascq Publik: 48 612<refname="md05_2"/> Domare: Felix Brych (Tyskland) |
| 21:00 | 21:00            |       |                 |                                   | Villeneuve-d'Ascq Publik: 48 612<refname="md05_2"/> Domare: Felix Brych (Tyskland) | Villeneuve-d'Ascq Publik: 48 612<refname="md05_2"/> Domare: Felix Brych (Tyskland) |
| 21:00 | 21:00            |       |                 |                                   | Villeneuve-d'Ascq Publik: 48 612<refname="md05_2"/> Domare: Felix Brych (Tyskland) | Villeneuve-d'Ascq Publik: 48 612<refname="md05_2"/> Domare: Felix Brych (Tyskland) |

|       | 10 december 2019 | Ajax | 0 – 1           | Valencia    | Johan Cruijff Arena                                                            |                                                                                |
| 21:00 | 21:00            |      | (0 – 1) Rapport | 24′ Rodrigo | Amsterdam Publik: 51 931<refname="md06_1"/> Domare: Clément Turpin (Frankrike) | Amsterdam Publik: 51 931<refname="md06_1"/> Domare: Clément Turpin (Frankrike) |
| 21:00 | 21:00            |      |                 |             | Amsterdam Publik: 51 931<refname="md06_1"/> Domare: Clément Turpin (Frankrike) | Amsterdam Publik: 51 931<refname="md06_1"/> Domare: Clément Turpin (Frankrike) |
| 21:00 | 21:00            |      |                 |             | Amsterdam Publik: 51 931<refname="md06_1"/> Domare: Clément Turpin (Frankrike) | Amsterdam Publik: 51 931<refname="md06_1"/> Domare: Clément Turpin (Frankrike) |

|       | 10 december 2019 | Chelsea                                 | 2 – 1           | Lille         | Stamford Bridge                                                                     |                                                                                     |
| 21:00 | 21:00            | Tammy Abraham 19′ César Azpilicueta 35′ | (2 – 0) Rapport | 78′ Loïc Rémy | London Publik: 40 016<refname="md06_1"/> Domare: Anastasios Sidiropoulos (Grekland) | London Publik: 40 016<refname="md06_1"/> Domare: Anastasios Sidiropoulos (Grekland) |
| 21:00 | 21:00            |                                         |                 |               | London Publik: 40 016<refname="md06_1"/> Domare: Anastasios Sidiropoulos (Grekland) | London Publik: 40 016<refname="md06_1"/> Domare: Anastasios Sidiropoulos (Grekland) |
| 21:00 | 21:00            |                                         |                 |               | London Publik: 40 016<refname="md06_1"/> Domare: Anastasios Sidiropoulos (Grekland) | London Publik: 40 016<refname="md06_1"/> Domare: Anastasios Sidiropoulos (Grekland) |